# Église Saint-Pierre de Saint-Pé-d'Ardet
L'église Saint-Pierre de Saint-Pé-d'Ardet est une église catholique située à Saint-Pé-d'Ardet, dans le département français de la Haute-Garonne en France.

## Présentation
L'église est de style roman du XIe siècle et elle est inscrite à l'inventaire des monuments historiques depuis 1956.
Elle a été érigée sur l'emplacement d'un temple païen de l'époque gallo-romaine et incorporée à une enceinte fortifiée (une tour sert de clocher).

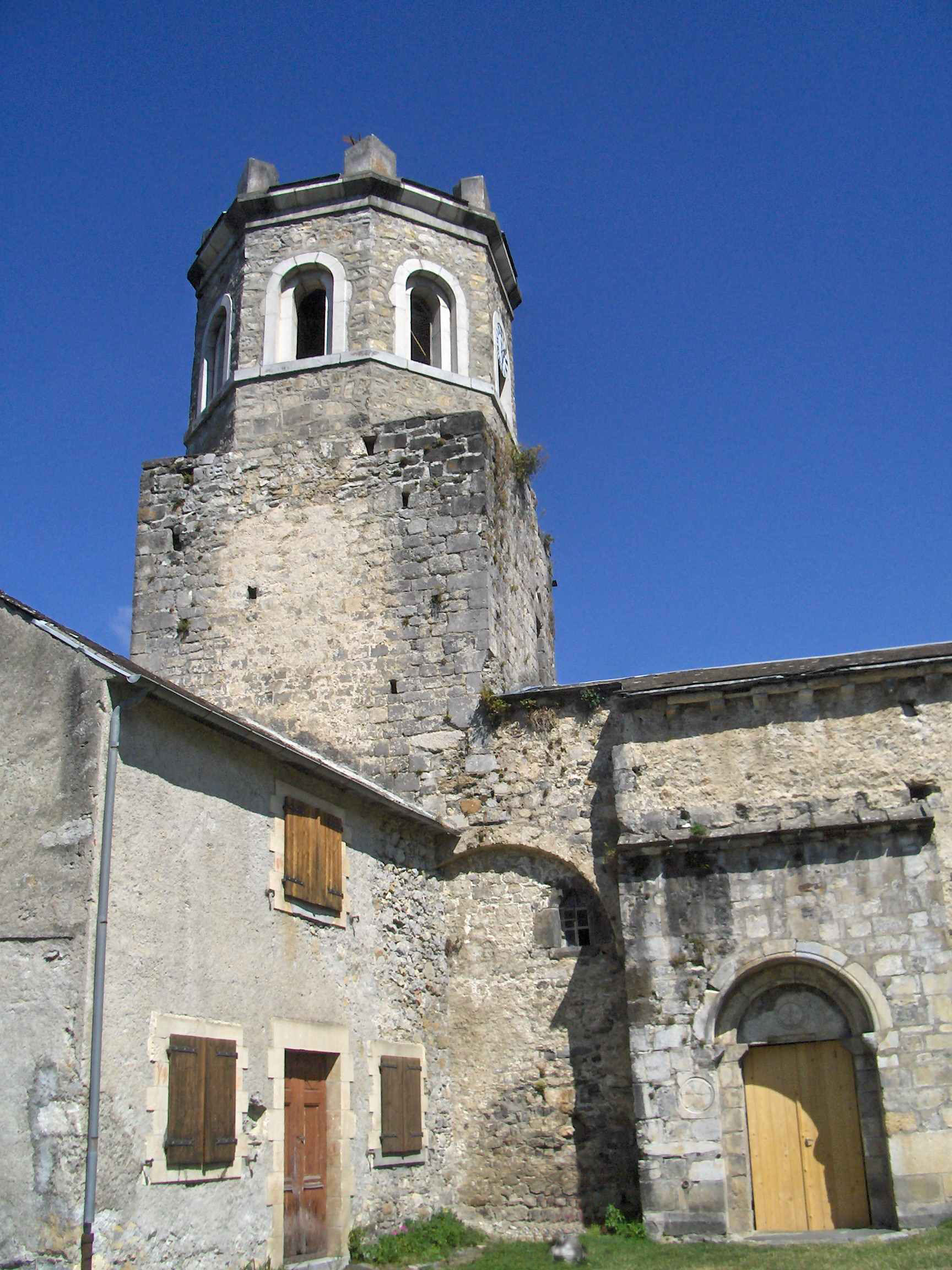
Église Saint-Pierre de Saint-Pé-d'Ardet.

C'est le point le plus haut du centre du village. L'église se trouve à 614 mètres.
Elle est entourée de remparts dont quelques vestiges subsistent.
L'emplacement actuel fut toujours un lieu de culte.
Cette église est un amoncellement d'architecture : à l'intérieur, il y a des monuments gallo-romains aussi bien que mérovingiens ou encore de l'époque contemporaine. Il y a notamment  le couvercle d'un sarcophage mérovingien appartenant à Saint-Seurin de Bordeaux. En réalité, ce que beaucoup ont pris pour un couvercle de sarcophage n'est en fait qu'un côté (la décoration végétale - vignes notamment - ainsi que le chrisme - symbole des premières communautés chrétiennes - laisse penser que c'est la face latérale d'un sarcophage paléochrétien, Ve-VIe siècles, période à laquelle sont attestés les premiers chrétiens dans les Pyrénées Centrales, à la suite de l'évangélisation de saint Saturnin).
On retrouve gravé sur un marbre assez foncé (gris) en bas-relief : un chrisme (symbole du Christ dans la religion primitive), ainsi que des motifs floraux et végétaux (grappe de raisins notamment), mais aucune représentation du défunt, ou du Christ ou d'un saint. Mais on retrouve aussi des modillons de l'époque mérovingienne au-dessus de la fenêtre de la tribune, ou encore en bas des arches de la voûte de la nef. Deux corbeaux soutiennent aussi la grande arche cachait par la tribune, et un autre corbeau plus abîmé soutient une partie de la tribune.
À l'intérieur, des fresques ornent le chœur, elles sont datées du XVe siècle. Voir Section Fresques de cet article.
Le trésor du village était composé de nombreux objets dont seulement quelques-uns sont encore dans l'enceinte du village : le reliquaire, la croix processionnelle, les différentes statues et certains autels votifs gallo-romains…
- Le reliquaire est la pièce principale du trésor ; il contient les reliques des saints Paul, Simon, Thomas de Cantorbéry, de Barthélemy, Ferréol, Gordien et de sainte Marine. Le reliquaire renferme d'autres reliques dont les inscriptions sont effacées ou perdues, parmi lesquelles figure peut-être un morceau de la vraie croix. Le reliquaire contient de nombreux "mini-reliquaires" contenant chacun une dizaine de reliques : il contient plus de 70 reliques. Beaucoup n'ont pas été identifiées car les inscriptions sont illisibles. Le reliquaire est orné de peintures du XIIe siècle (peintures florales et naïves) et du XVe siècle (période de la mort de certains saints dont le reliquaire contient les restes) mais elles se dégradent de plus en plus…

- La croix processionnelle de fin XIIIe - début XIVe siècle (datation incertaine) fut offerte à Saint-Pé-d'Ardet par le pape Clément V, qui appréciait le village où il avait passé quelques étés alors qu'il était évêque du Comminges, à l'époque où Saint-Pé-d'Artet était une des résidences d'été de l'épiscopat de Saint-Bertrand-de-Comminges. Cette croix est d'une beauté et d'une conservation quasiment unique (jamais retravaillée ou restaurée depuis sa fabrication), l'émail repoussé est intact… On retrouve sur la face de la croix, un Christ en croix qui a la particularité de porter une couronne (ce qui confirmerait la datation puisque, même si elles sont rares, les représentations du Christ couronné sur la croix, datent généralement d'entre le IXe et le XIVe siècle, avec un "pic de production" au XIIIe siècle)[2], petit par rapport à la croix, mais très raffiné. Aux trois extrémités supérieures de la croix processionnelle, ont été insérées trois bulles de verre dans lesquelles étaient déposées les reliques lors des processions… De l'autre côté, est représenté le tétramorphe, ou les quatre vivants (Ange, Aigle, Bœuf et Lion représentants les quatre évangélistes). Lors de la dernière ostentation de la croix (26 décembre 2010), des inscriptions grecques - jusque-là non remarquées - sont découvertes dans les phylactères entre les pattes du Lion et du Bœuf, inscriptions qui, du fait de l'écriture onciale (non traditionnelle), n'ont pas encore été traduites.

- La Vierge à l'Enfant est une statue réalisée dans le style local. Elle fait partie d'un ensemble qui comprend saint Pierre, patron des lieux, et un couple d'anges. La Vierge foule de son pied gauche un dragon noir et de son pied droit un griffon ou un chien. Il semblerait que ces statues faisaient partie à l'origine d'un ensemble qui devait lui-même être intégré dans un grand autel (la Vierge ayant le dos creux, il semble impossible que ça ait été par exemple une statue processionnelle ; à moins qu'elle n'ait été dégradée que plus tard…).

## Description

### Extérieur

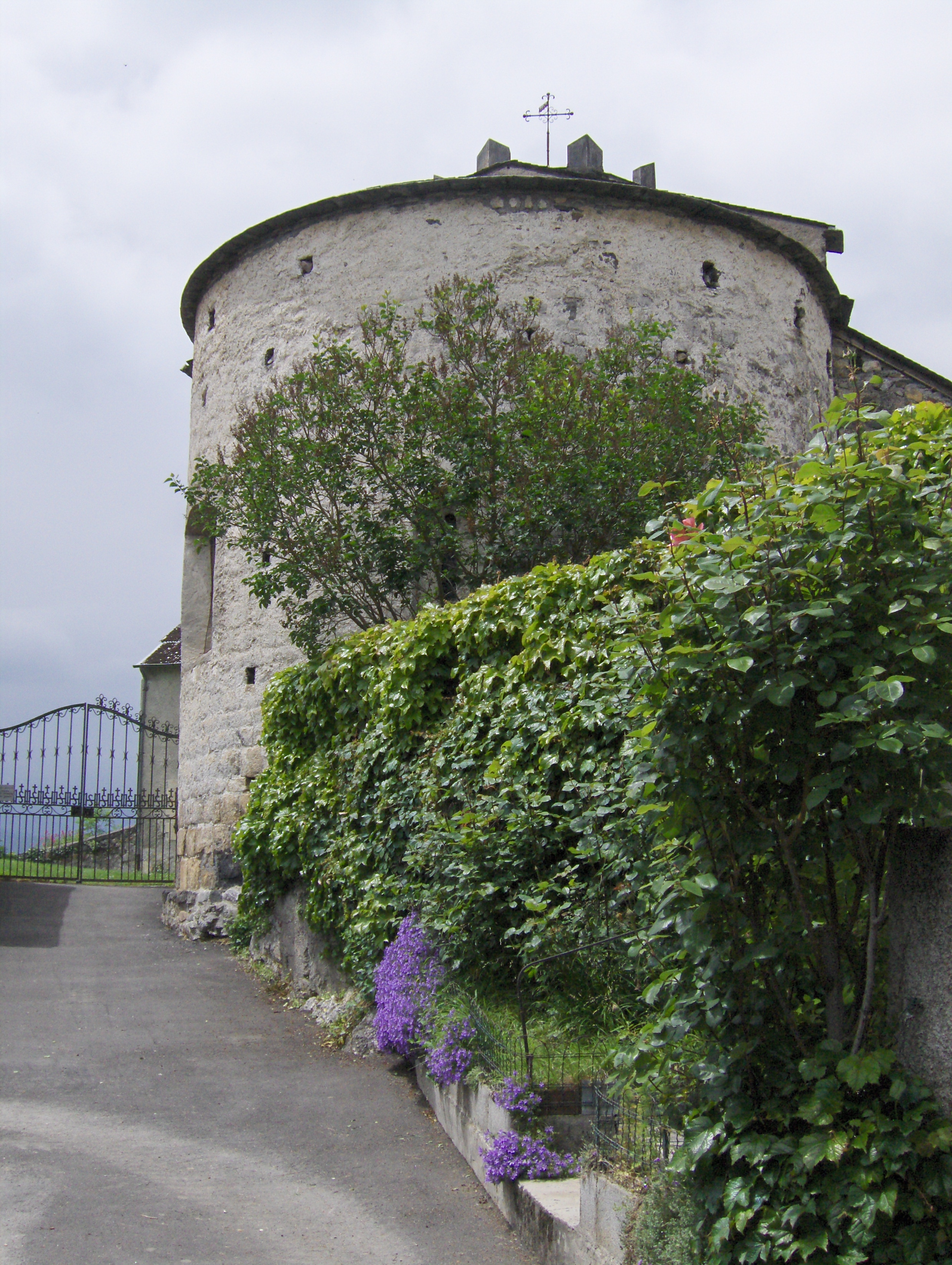
Le chevet
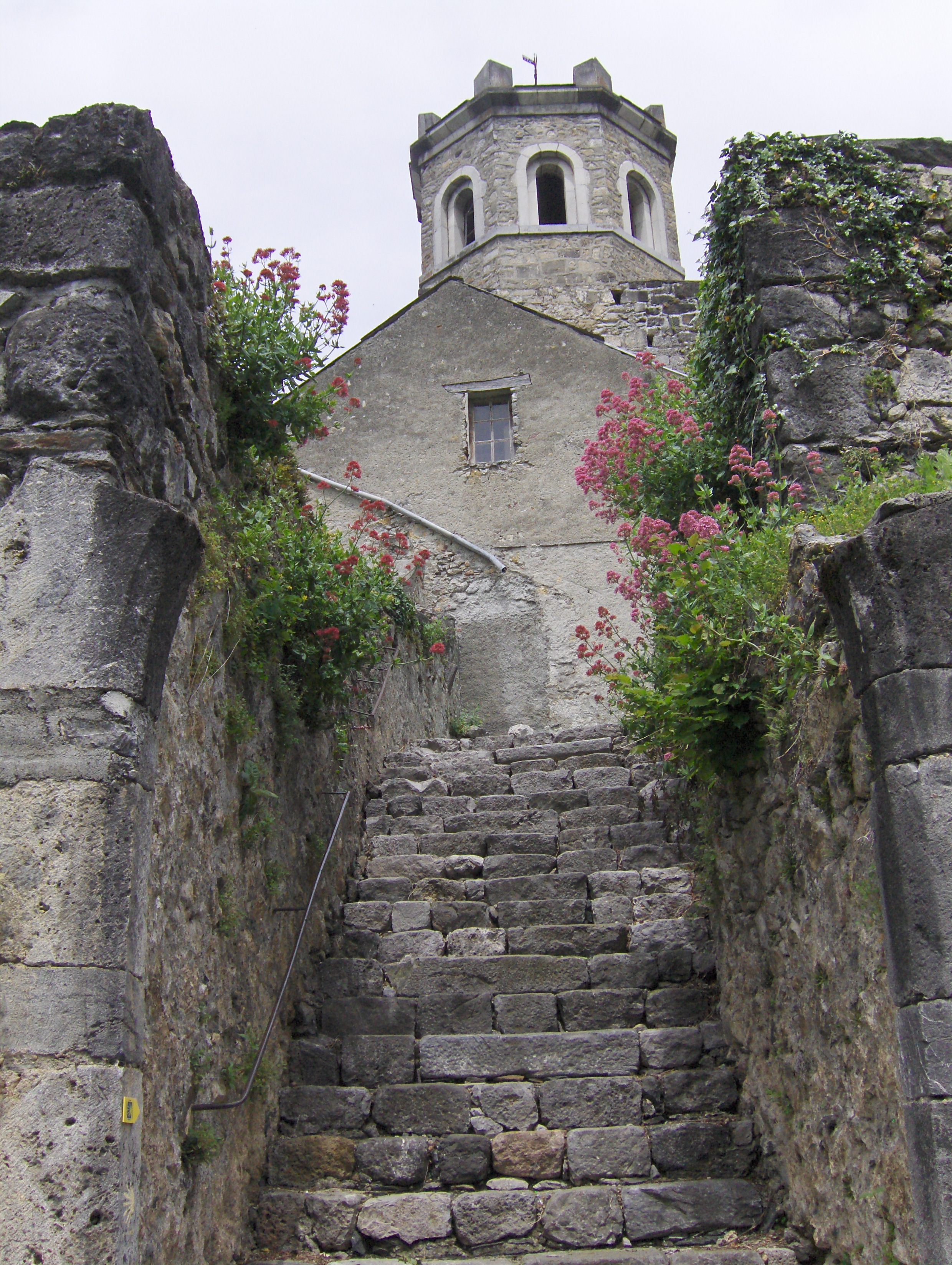
Eglise et Escalier des Evêchés

### Intérieur

#### Les fresques de l'église
Personne n’est capable de donner une date précise quant à leur création, ni de donner des preuves d’une possible datation, mais la mode vestimentaire représentée est celle de la fin du Moyen Âge (après 1480). Recouvertes probablement au moment de la Révolution française, elles ne furent découvertes qu’en 1948…
On peut décomposer l’ensemble des fresques en quatre cycles :
1. Le cycle de la Naissance
2. Le cycle de la Passion
3. Le cycle de la Gloire
4. Le cycle des Saints

##### Cycle de la Naissance

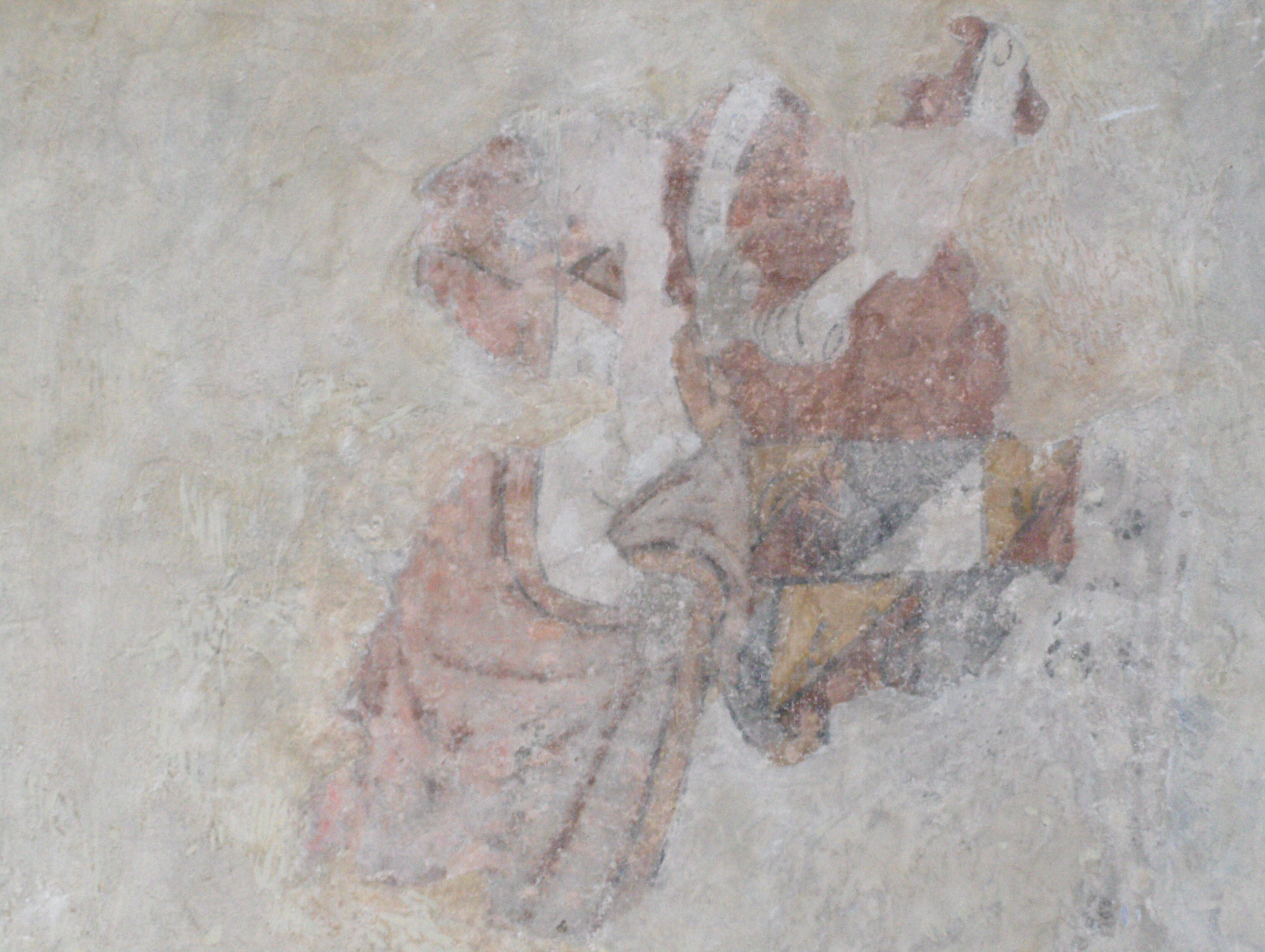
L'Annonciation.
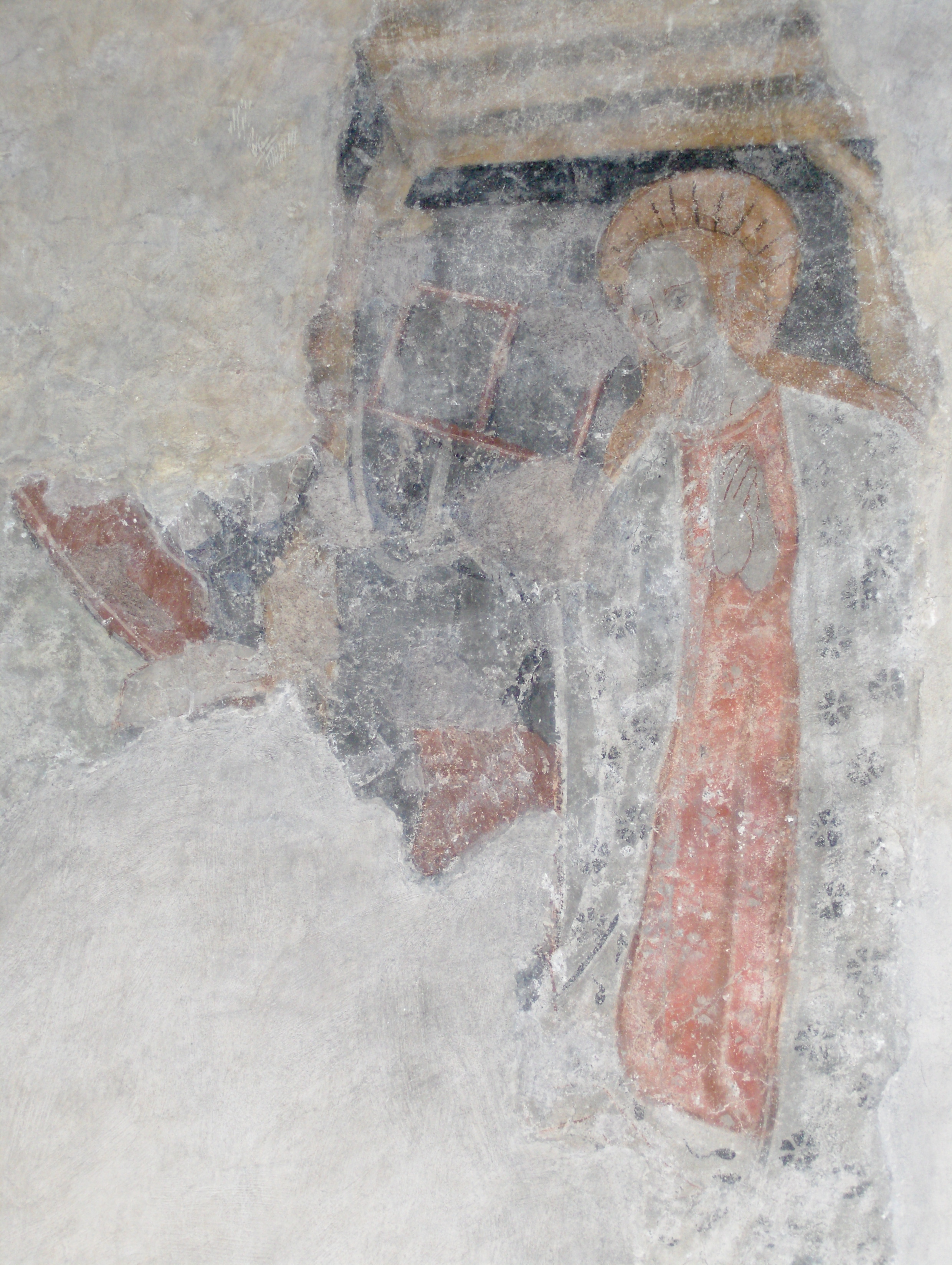
La Nativité.
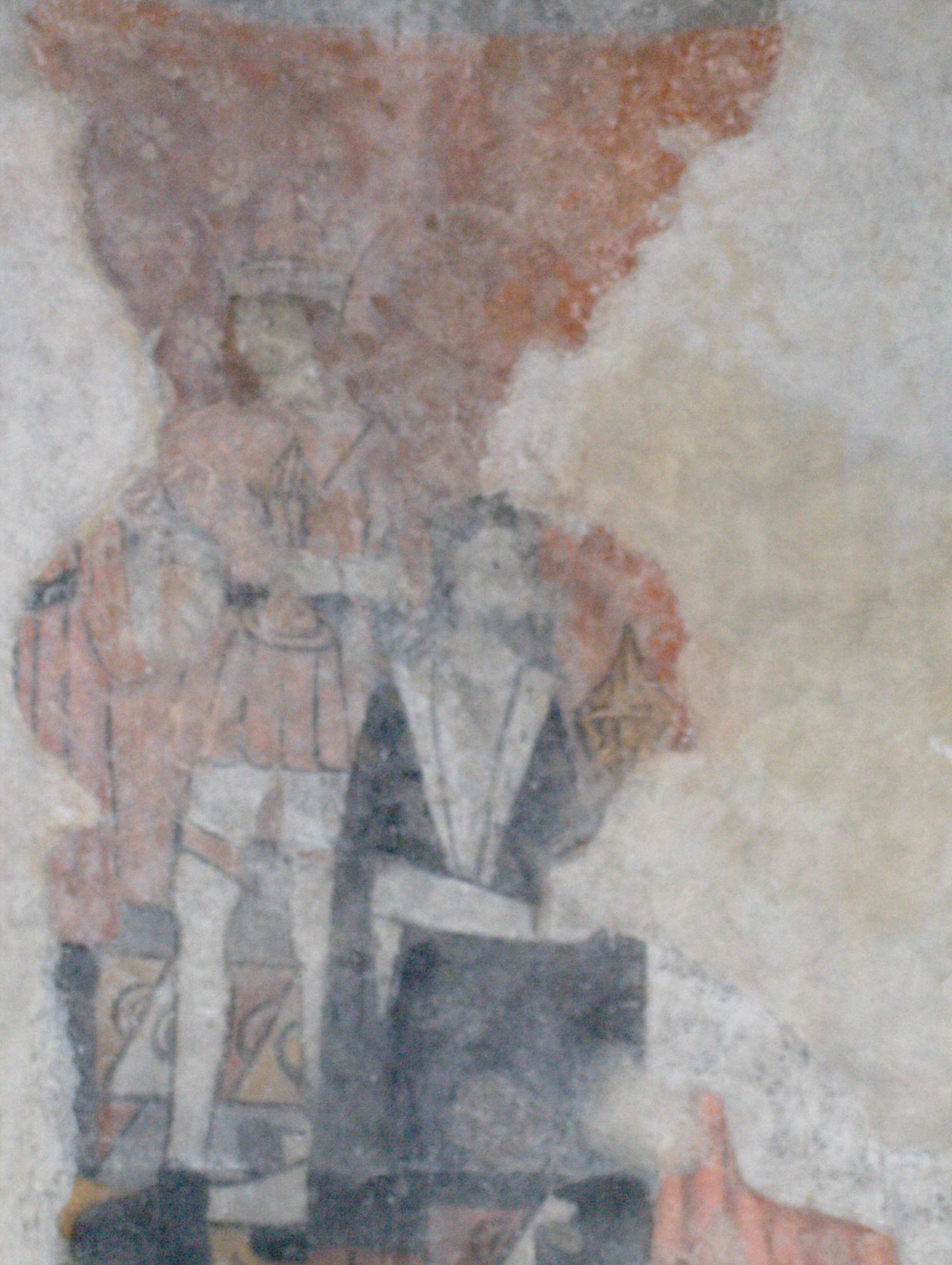
L'Adoration des rois mages.

Le cycle de l’Enfance est probablement le plus abîmé car c’est le plus bas – donc le plus proche des mains des curieux désirant toucher la texture de la peinture – et surtout parce qu’au XIXe siècle, des ouvertures ont été percées endommageant grandement les scènes (qui étaient alors recouvertes)… Il reste actuellement quatre scènes - mais il est probable en les comparant au récit biblique qu’il en manque (par exemple on pourrait imaginer qu’il manque l’adoration des bergers) – qui n’ont été que partiellement conservées : L’Annonciation, La Visitation, La Nativité et L’Adoration des Mages.
- L'Annonciation : La scène de l’annonciation est une des plus abîmées puisqu’on ne voit plus les visages des personnes… Cependant un indice a subsisté : en haut à droite on aperçoit le buste (le peintre n’a pas représenté de jambes) de l’Ange Gabriel tenant dans ses mains un phylactère où est écrit « mulieribus » (un extrait des paroles dites par l’ange à Marie : « d’entre les femmes »). En mettant en parallèle la fresque et les représentations traditionnelles, le personnage debout, en tunique rose, à gauche semble inéluctablement être la Vierge…  L’Ange Gabriel vient annoncer à Marie qu’elle est enceinte du Fils de Dieu.

- La Visitation : La scène de la Visitation est la plus abîmée de toutes puisqu’il ne subsiste que la partie inférieure… On arrive tout de même à distinguer deux tuniques : une blanche et une rouge. Par la position de la scène (entre l’Annonciation et la Nativité) et par le fait qu’on soit face à deux femmes, on peut facilement déduire que l’épisode représenté ici est la Visitation : Marie, la future mère du Christ, rend visite à sa cousine Élisabeth, enceinte de Jean-Baptiste.

- La Nativité : Bien que mieux conservée que les précédentes, la scène de la Nativité n’en est pas moins « mystérieuse ». Le peintre montre clairement qu'elle se déroule dans une étable, par la représentation « naïve » d’une charpente en bois. On reconnaît la Vierge, debout, priant et ayant les mêmes habits que dans la Visitation. Jésus est très certainement allongé – comme le dit le texte biblique – dans une mangeoire dont un bout a traversé le temps. Mais deux détails restent encore inexpliqués : que représente l’objet qui est devant la Vierge ? Et qu’y avait-il, à l’origine, à gauche de la scène ?

- L'Adoration des Mages : L’Adoration des Mages est la dernière scène du cycle de l’Enfance et est tout aussi abîmée que les précédentes. Grâce à un bout de la tunique rouge et blanche, on devine que la Vierge était assise à droite de la scène et devait tenir sur ses genoux l’Enfant Jésus. Devant la Vierge, on retrouve trois mages, ou rois mages : le premier, le plus vieux, est agenouillé devant l’Enfant et lui présente son offrande ; un autre, plus jeune, est debout derrière le premier tenant son offrande dans les mains. Il ne reste qu’un bout du corps du dernier à gauche de la scène.

##### Cycle de laPassion

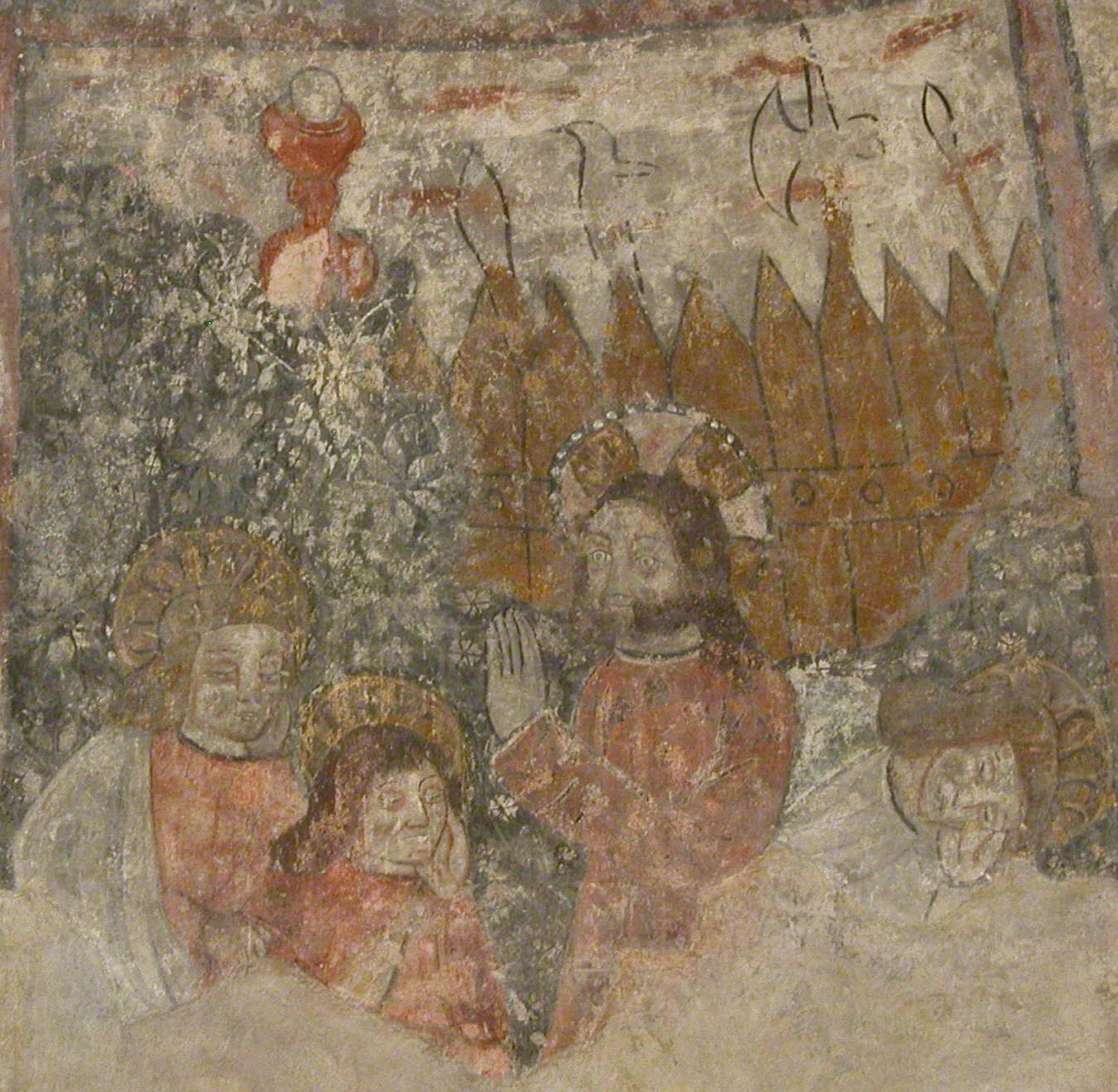
Agonie du Christ au Jardin des Oliviers.
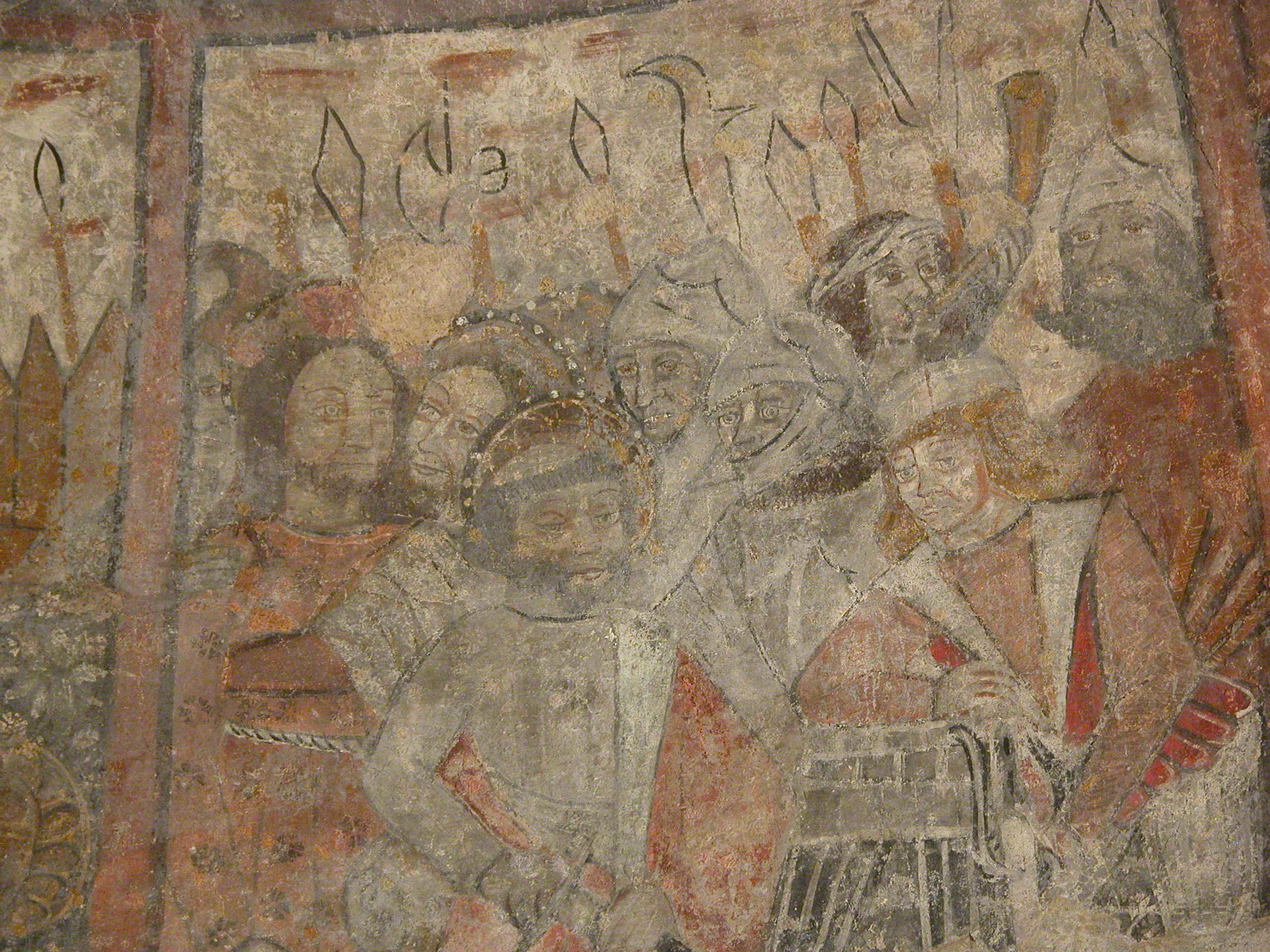
Arrestation du Christ.
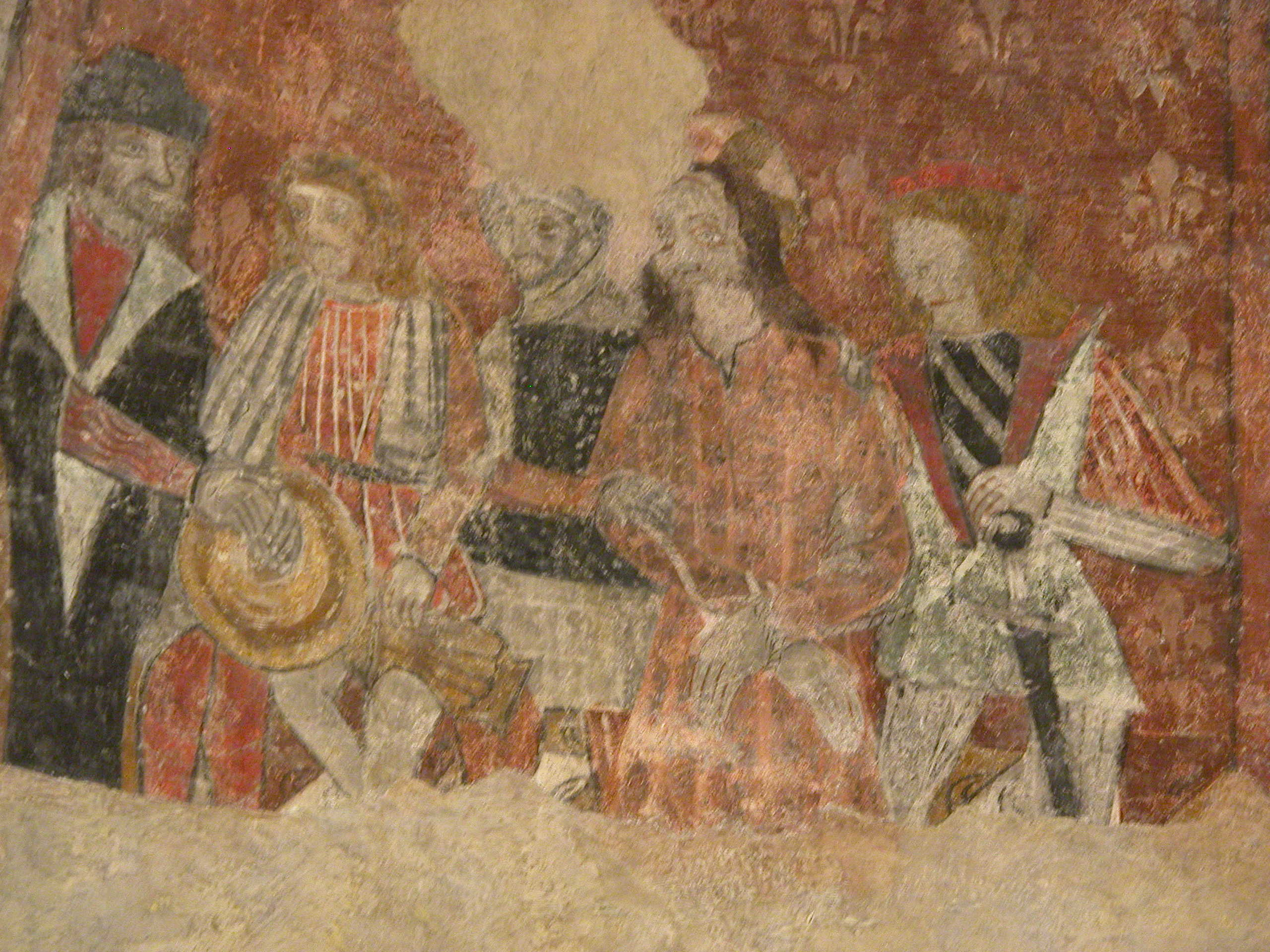
Jugement du Christ par Pilate.
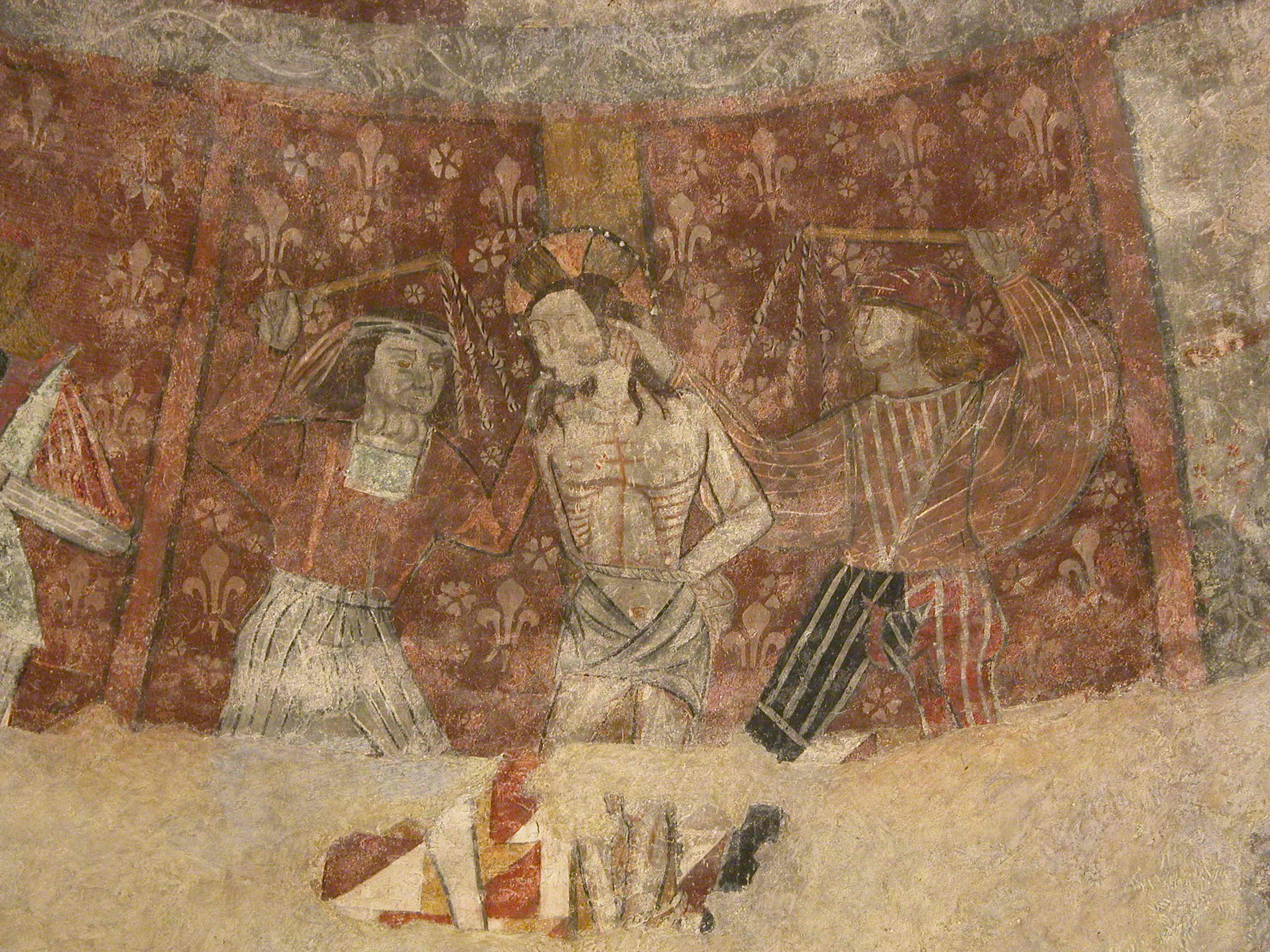
Flagellation du Christ.
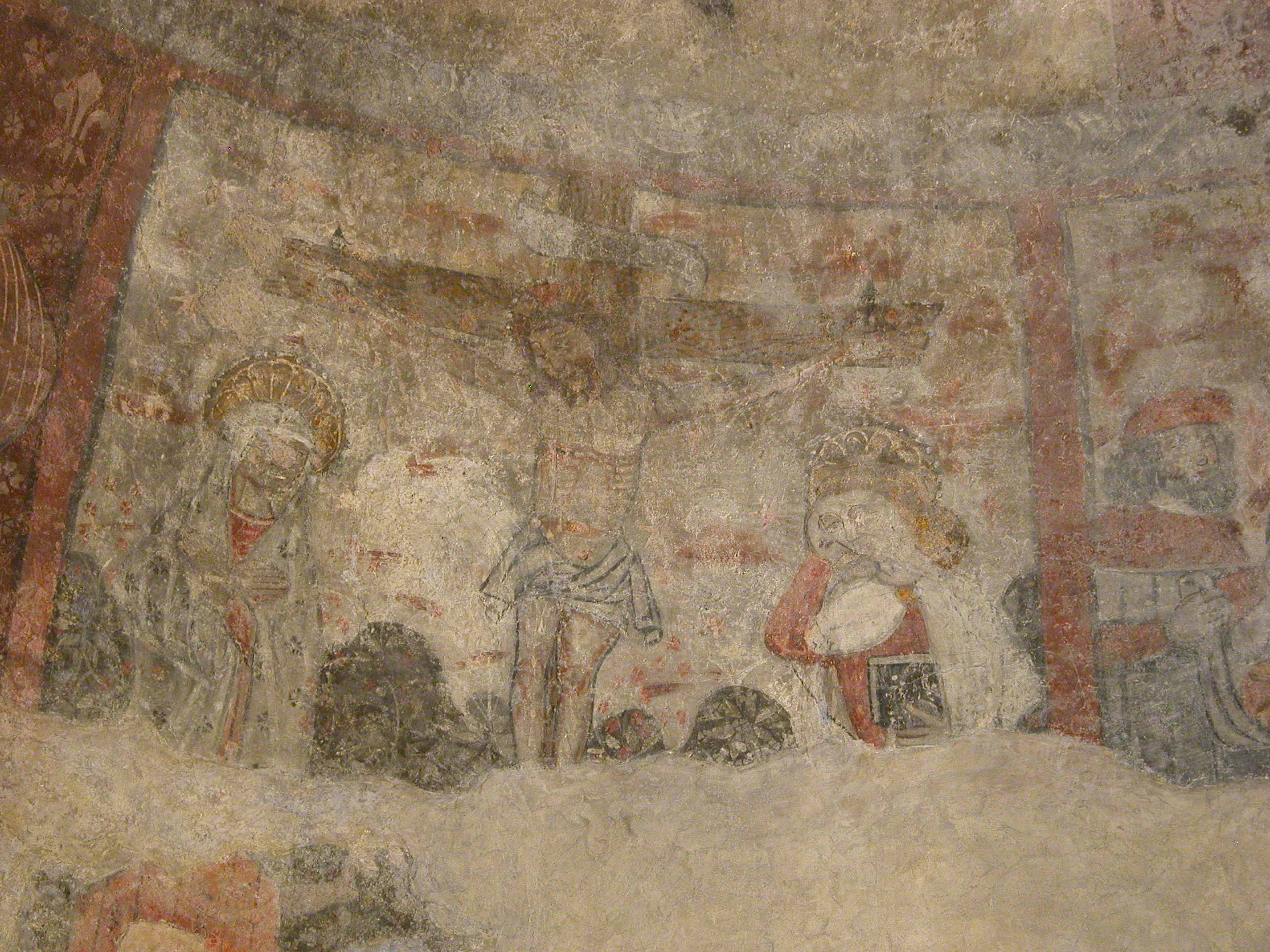
Crucifixion du Christ.
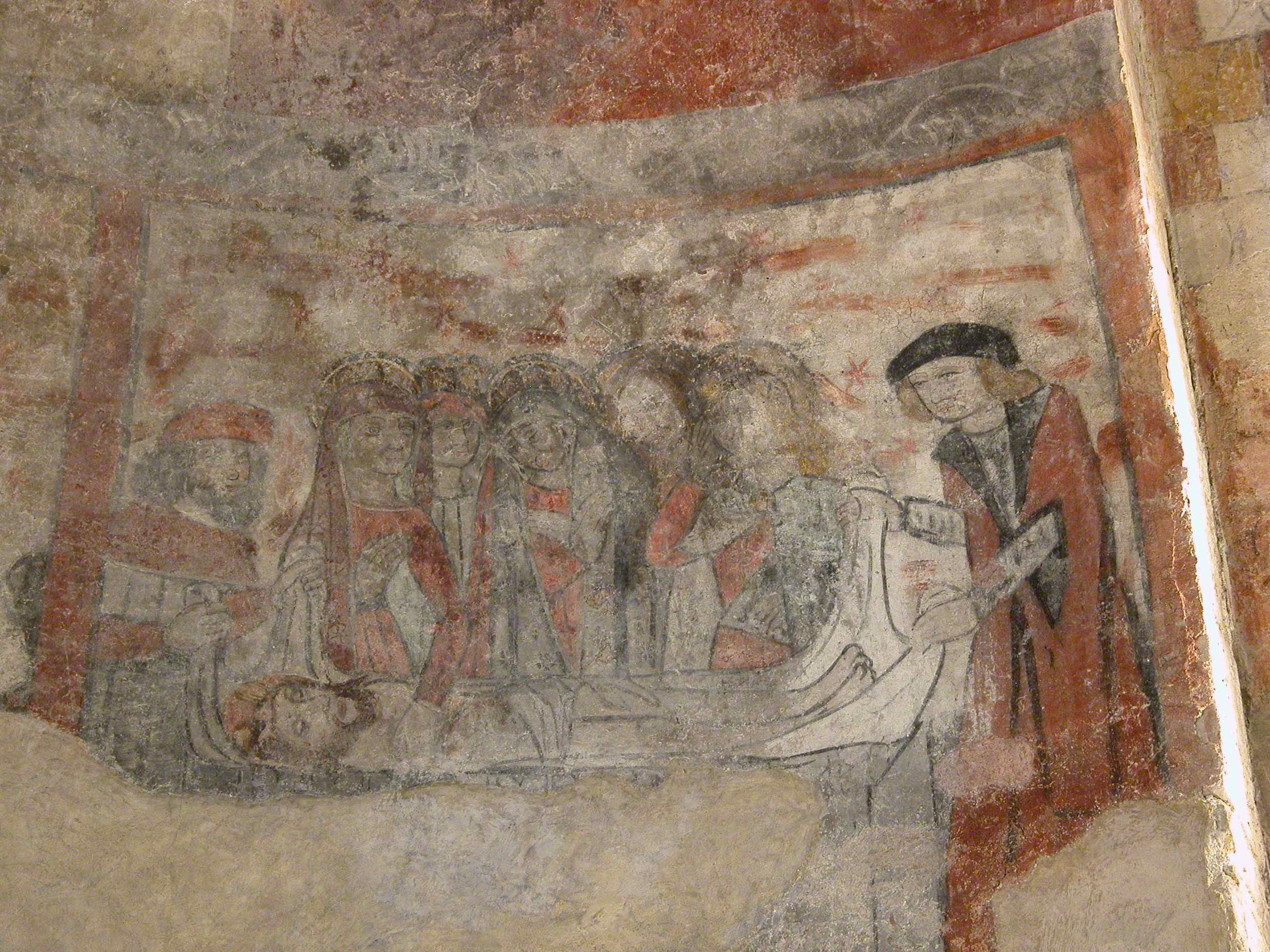
Mise au tombeau du Christ.

Le cycle de la Passion est peut-être un des mieux conservés – même s'il manque une « bande » en bas de chaque scène (la partie qui se rapproche le plus du cycle de l’Enfance et des vitraux n’a pu être récupérée)  Le cycle est entier, il ne manque aucune scène. Il est composé des six scènes « classiques » de la Passion du Christ, c’est-à-dire : L’Agonie au jardin des Oliviers ; L’Arrestation du Christ ; Le Jugement par Ponce Pilate ; La Flagellation du Christ ; La Crucifixion et La Mise au Tombeau.
- L'Agonie au Jardin des oliviers : Selon la Bible, alors que Jésus sait qu’il va être arrêté, il part au jardin des oliviers prier avec quelques-uns de ces disciples… Jésus est au centre de la scène, il prie : il demande à Dieu de lui écarter de ses lèvres  « ce calice », symbole de sa douleur (représenté ici figurativement par un calice rouge surmonté d’une hostie). Il est entouré de trois de ces disciples : « Pierre et les deux fils de Zébédée, Jacques et Jean », qui dorment alors que  le Christ prie. En fond, par-dessus la palissade, on voit les lances et les hallebardes des soldats qui viennent arrêter le Christ.

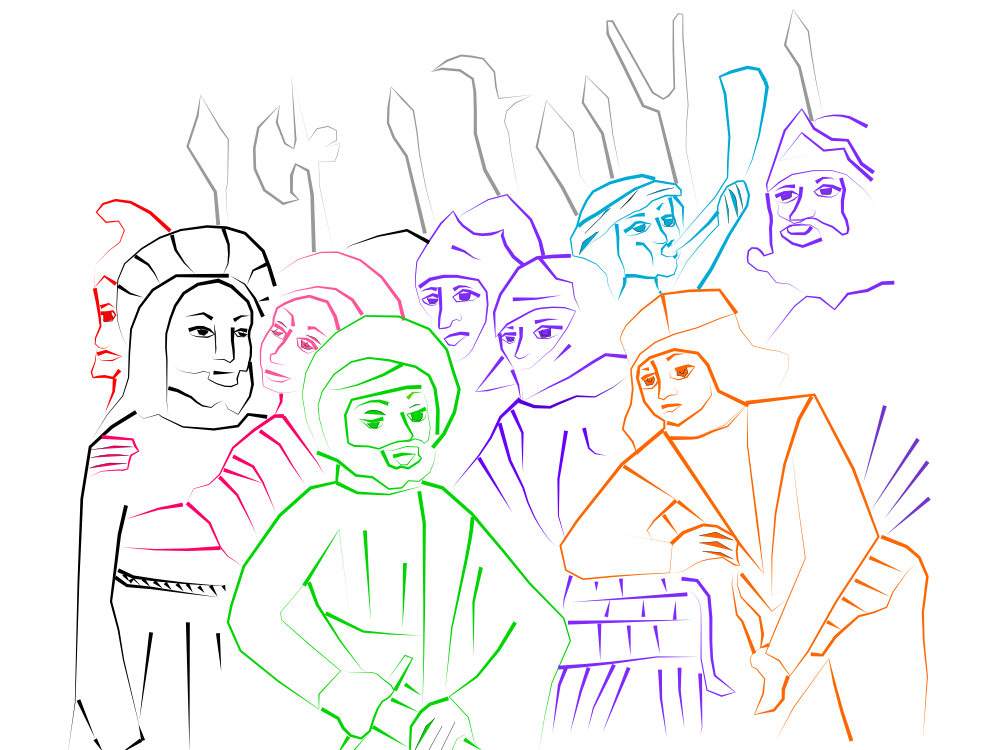
Personnages de l'Arrestation du Christ :
Soldats.
Saint Pierre.
Malchus.
Jésus-Christ.
"Pseudo-Judas".
"Judas".
"Maure".

- L'Arrestation du Christ : La deuxième scène du Cycle de la Passion reste surement une des plus énigmatique, surtout à cause du nombre de personnages présents et du fait qu'elle ne représente pas un seul évènement, mais qu'elle soit un « mélange » de deux épisodes de l’Arrestation du Christ. Le peintre a rassemblé en effet deux moments de l'arrestation du Christ en une seule scène : La confrontation entre saint Pierre et Malchus, le serviteur du Grand Prêtre et le baiser de Judas (ou du "Pseudo-Judas")Personnages de l'Arrestation du Christ : Soldats . Saint Pierre . Malchus . Jésus-Christ . "Pseudo-Judas" . "Judas" . "Maure" . En effet, saint Pierre, au premier plan, personnage central, remet son épée au fourreau sur ordre du Christ après avoir tout de même coupé l'oreille de Malchus, représentant des autorités religieuses juives ; Jésus accomplira un miracle en guérissant le pauvre serviteur, et en lui faisant repousser son oreille. Si cette partie de la fresque ne pose pas de problème, celle du Baiser du pseudo-Judas, elle, reste toujours non entièrement décryptée.

En effet, il est difficile d'identifier tous les personnages, et surtout la symbolique de leurs représentants. Le « mystère » plane avant tout autour de Judas… Ont été représentés au moins deux soldats (au centre), un doute plante sur le personnage à l'extrême-droite, barbu, qui semble être un soldat (par son casque), mais porte la barbe contrairement aux autres (les autres seraient peut-être les Romains et lui juif ? un représentant/garde du Grand-Prêtre du Temple ?) ; on devine la présence de nombreux autres soldats grâce aux lances, hallebardes et autres armes en arrière-plan : tous sont venus arrêter le Christ… 
Mais il semble que cette fresque ait une symbolique, beaucoup plus complexe, incompréhensible si on ne se replace pas dans le contexte politico-religieux du bas Moyen Âge. On pourrait en effet sous-titrer la fresque : Les détails « ambigus » ou le Mystère des Responsables : Ici, il faut observer tous les détails et la symbolique des objets et des couleurs. Malchus, le serviteur du Grand Prêtre, est roux : or au Moyen Âge, le roux est la couleur des traîtres (dans de nombreuses représentations, Judas est roux) donc le clergé juif serait responsable de la mort du Christ ; deux autres symboliques peuvent être dégagées : il pourrait représenter les "cagots" (groupe social exclu et détesté dans les Pyrénées, fait d'un agglomérat d'étrangers : gens de l'est, juifs, musulmans, malades, lépreux... dont on disait qu'il était blond, avec les yeux clairs) ou encore peut être les Albigeois (Latran IV s'attarde en effet sur le sort de ces hérétiques). Le "soldat" (qui n'a cependant pas de casque, est-ce réellement un soldat ?) qui sonne le cor pour appeler des renforts a la tête ceinte d’un tissu blanc.
Il est représenté en « maure », donc les musulmans seraient aussi responsables de la crucifixion du Christ (pourquoi ? bien que l’Islam n’existait pas à l’époque de Jésus, au Moyen Âge il existait et représentait une menace contre le Christianisme – l’Espagne en est l’exemple le plus flagrant – par conséquent les chrétiens se devaient de le combattre (Croisades et Reconquista), d'autant plus que le concile de Latran III (1179), dans le canon 24, interdit de fournir des armes aux Sarrasins sous peine d'excommunication, exclusion des Sarrasins confirmée par le concile de Latran IV (1215). Mais le personnage le plus énigmatique reste celui qui embrasse le Christ. Pourquoi n’est-ce pas Judas ? Il a un visage extrêmement féminin (argument à demi-convaincant, on se souviendra que dans la Cène de Léonard de Vinci, saint Jean est efféminé aussi).
Il prend dans ses bras le Christ, comme si c’était un geste affectif. Il a la tête ceinte d’une auréole, ce serait donc un saint (or l’Église ne voit en lui qu’un traitre ou un corrompu ; jamais Judas n'est représenté avec une auréole, dans quelque image que ce soit) Qui est le personnage qui embrasse le Christ alors ? Un disciple ? Possible mais ça ne peut être ni Pierre (qui est représenté à côté), ni Jean ni Jacques (puisque ce personnage ne ressemble à aucun de ceux représentés dans l’Agonie au Jardin des Oliviers) ; une femme peut-être ? Marie-Madeleine ? Mais pourtant, il est peu probable que l’artiste n’ait pas représenté Judas.
En regardant de plus près, à gauche du Christ, le peintre a dissimulé un personnage qui pourrait bien être le traitre (d'autant plus qu'il porte un bonnet pointu, signe distinctif obligatoire pour les juifs, considérés comme traitres, depuis le concile de Latran IV). Cette fresque peut donc être vue comme une sorte d'application à l'art des décisions ecclésiastiques du concile de Latran IV, ce qui permet de donner un élément de datation : les fresques ne peuvent pas être antérieures au XIIIe siècle.
- Le Jugement par Ponce Pilate : La scène se passe cette fois-ci à l’intérieur du prétoire (on le voit au carrelage au sol). Jésus a déjà été conduit devant le Grand Prêtre et il est livré maintenant à l’autorité romaine pour qu’il soit jugé… Le Christ est au centre de la scène, il a les mains liées et est encadré par deux gardes qui le tiennent et ne lâchent pas la corde qui immobilise les mains de Jésus. La scène représentée illustre les célèbres paroles de Ponce Pilate : « Je me lave les mains du sang de cet innocent » (on est donc après l’Ecce Homo). Il reste encore un personnage à identifier ? Qui est le personnage entre Pilate et un des soldats ? S'il a souvent été identifié à saint Pierre, c'est à tort car il n’a ni auréole et les textes bibliques n’attestent pas de sa présence chez Ponce Pilate… Un détail permet d'affirmer que c'est un simple serviteur du préfet romain : la carafe qu'il tient à la main gauche, avec laquelle il remplit le récipient dans lequel Pilate se lave les mains. Il semblerait qu'il soit assis, il a du moins les jambes croisées, position incongrue quand on se tient debout.

- La Flagellation du Christ : Au Moyen Âge, on considérait plus horrible et plus effrayante la scène de la flagellation que celle de la crucifixion (c’est pour cela qu’elle est représentée au centre de l’ensemble des fresques, en entrant dans l’église, notre attention est attirée par cette scène). Le Christ est au centre, dévêtu (ayant pour seul vêtement un pagne blanc), squelettique, souffrant, les mains et les pieds liés à un poteau en bois. Deux soldats le flagellent, avec des fouets à trois lanières, et vérifient surtout qu’il n’est pas mort… La flagellation étant une punition et non une méthode d’exécution…

- La Crucifixion : C’est peut-être la scène qui respecte le plus la tradition des représentations, puisqu’elle est réduite à l’essentiel. Le Christ est crucifié, il a déjà reçu le coup de lance, il est donc mort. On retrouve autour de la croix, la Vierge à gauche et saint Jean – et son évangile – à droite. Il est tout de même à noter que bien que ce soit ici effacé, sur le « titulus », il n’y avait pas écrit le traditionnel  « INRI » mais « IDRI ». Deux interprétations sont avancées : Ou bien le « D » pourrait être l’initiale de DEI, ce qui donnerait (si on considère que le « filius » a été volontairement enlevé pour simplifier) « Jésus, Fils de Dieu, et Roi des Juifs » Ou alors le "D" serait l'initiale de "Dux", ce qui ferait de Jésus le "Chef des Juifs", légère nuance…

- La Mise au Tombeau : Ultime scène du cycle de la Passion du Christ, elle est quasiment complète : seule l'inscription qui était gravée sur le tombeau a disparu. Le Christ est mort, il est allongé dans son linceul sur un tombeau de pierre. Joseph d’Arimanthie et Nicodème recouvrent le corps avec le linceul. Derrière le tombeau, quatre saintes femmes assistent à la mise au tombeau du Christ : sa mère (au centre en noir), Marie-Madeleine à droite vérifie si le Christ est mort, et deux autres femmes. Saint Jean est aussi présent, tenant toujours de sa main gauche l’Évangile qu’il est en train d’écrire…

##### Cycle de la Gloire

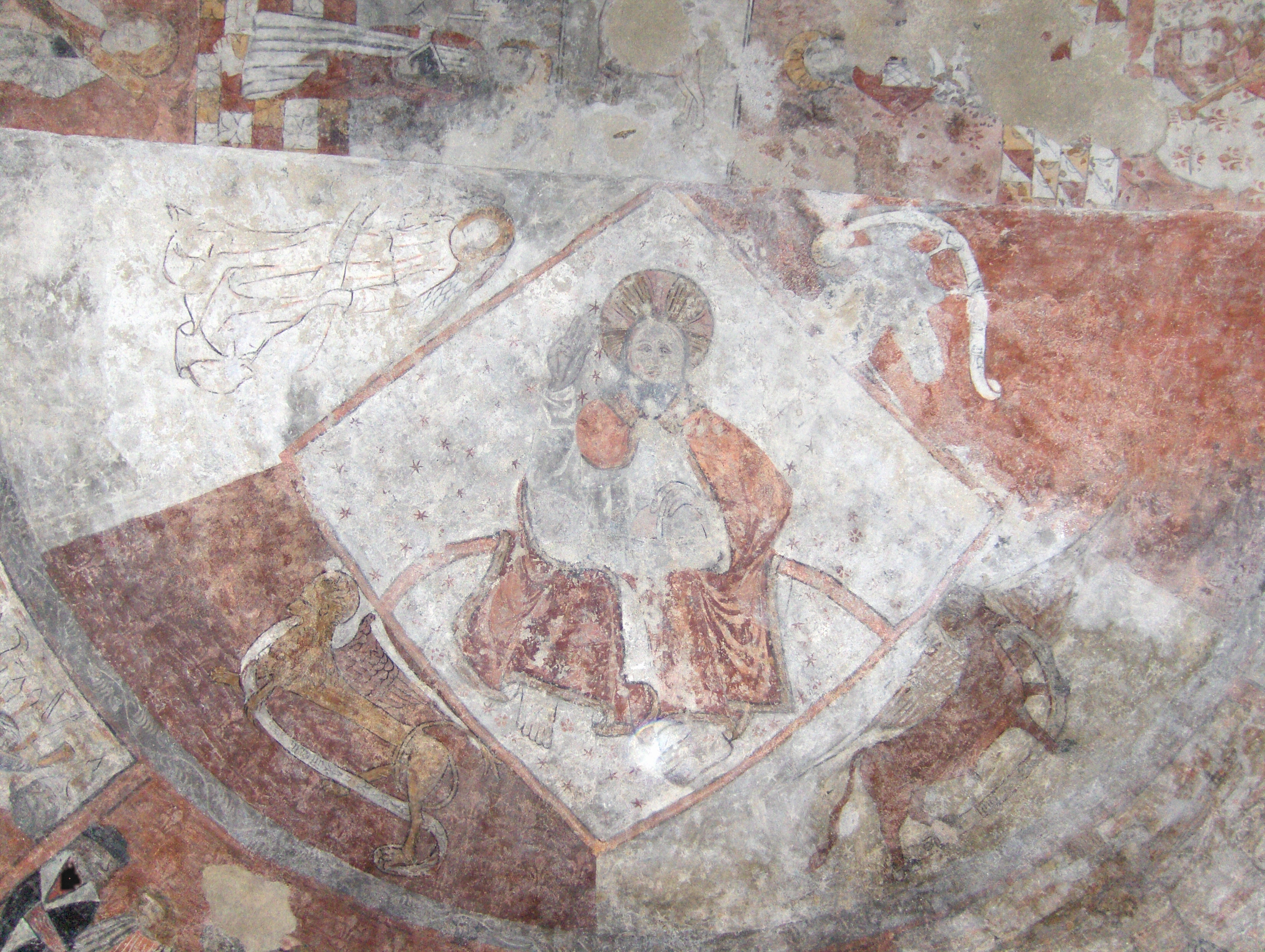
Cycle de la Gloire.
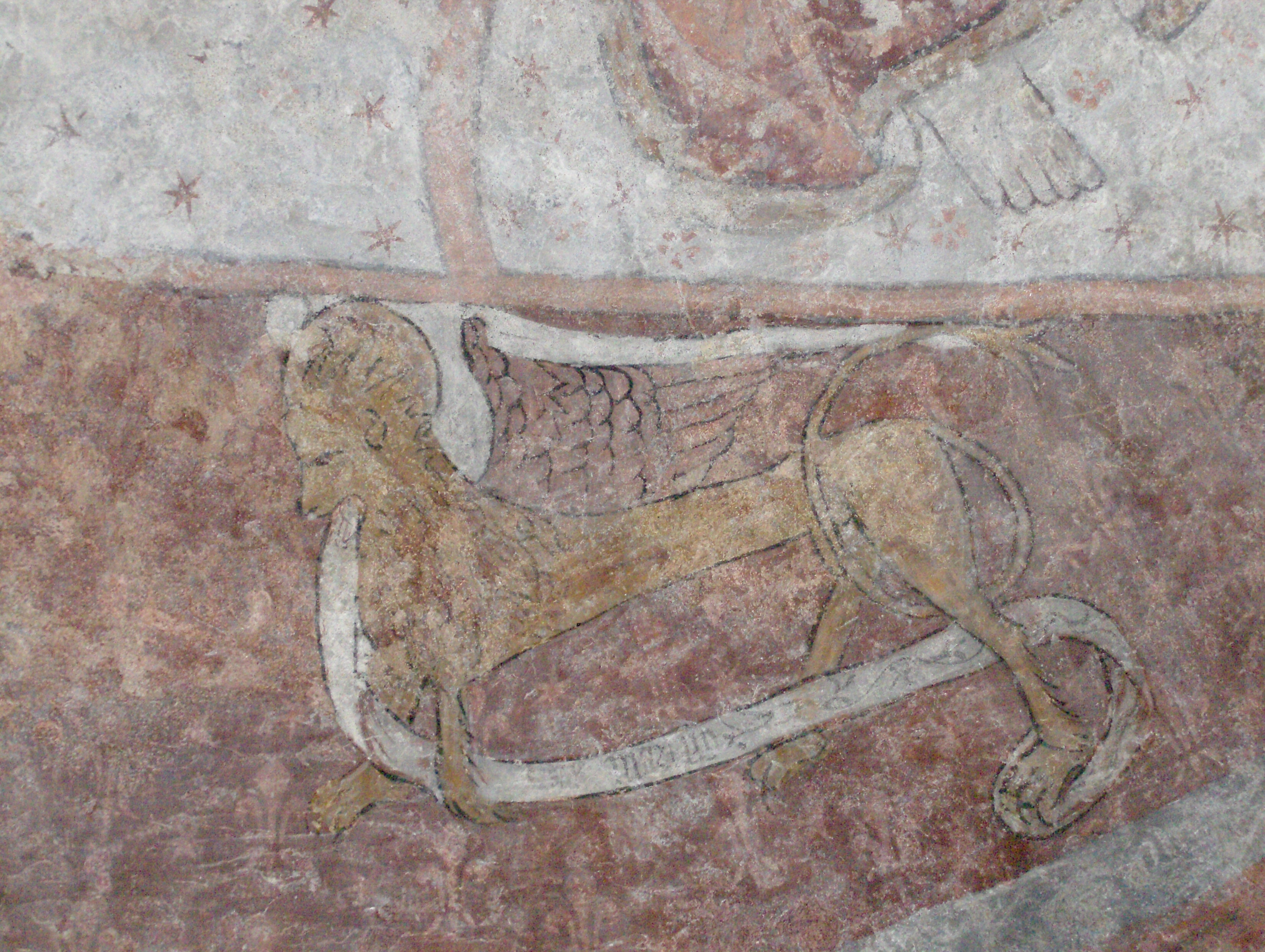
Lion (saint Marc).
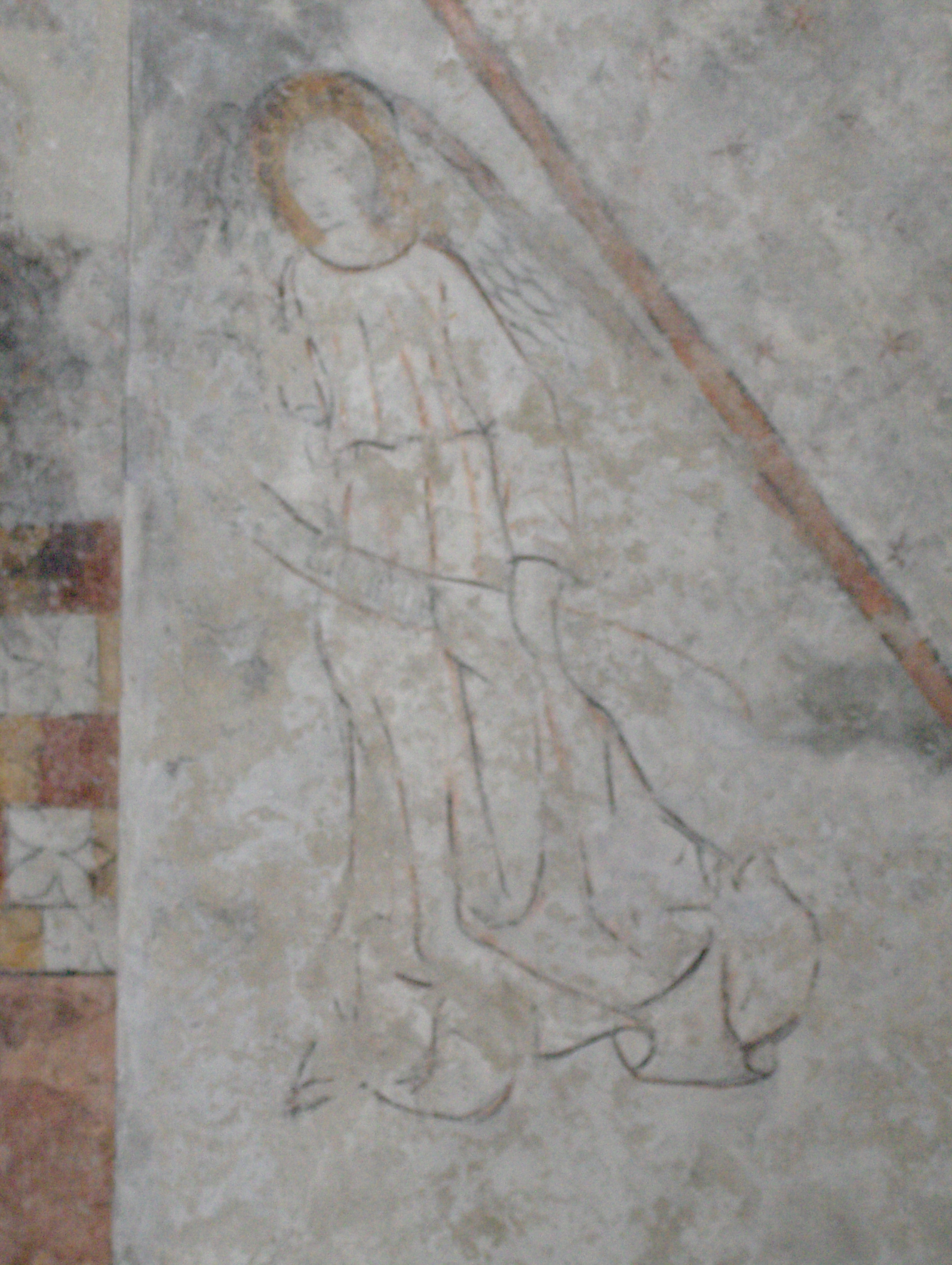
Ange (saint Mathieu).
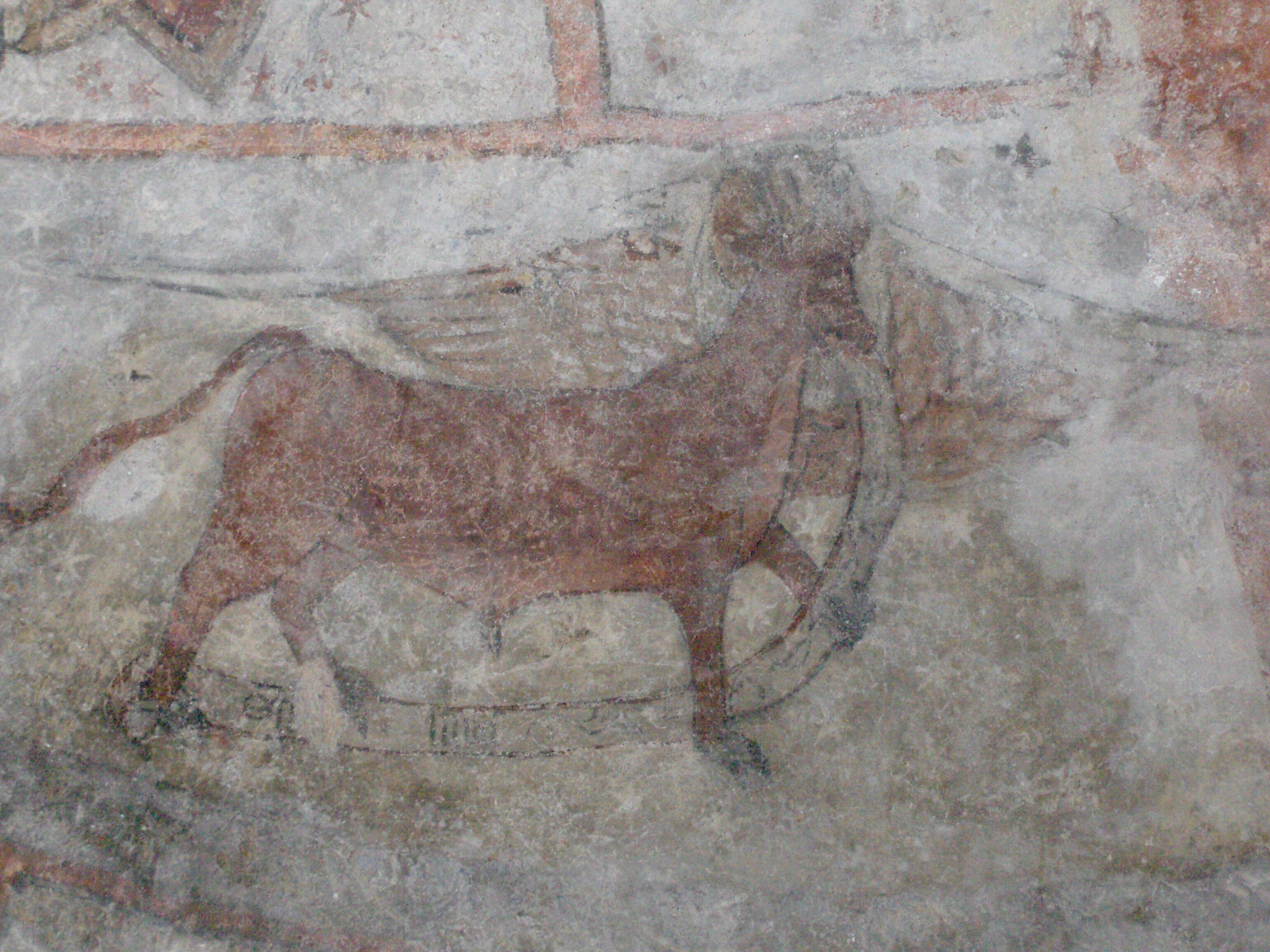
Bœuf (saint Luc).
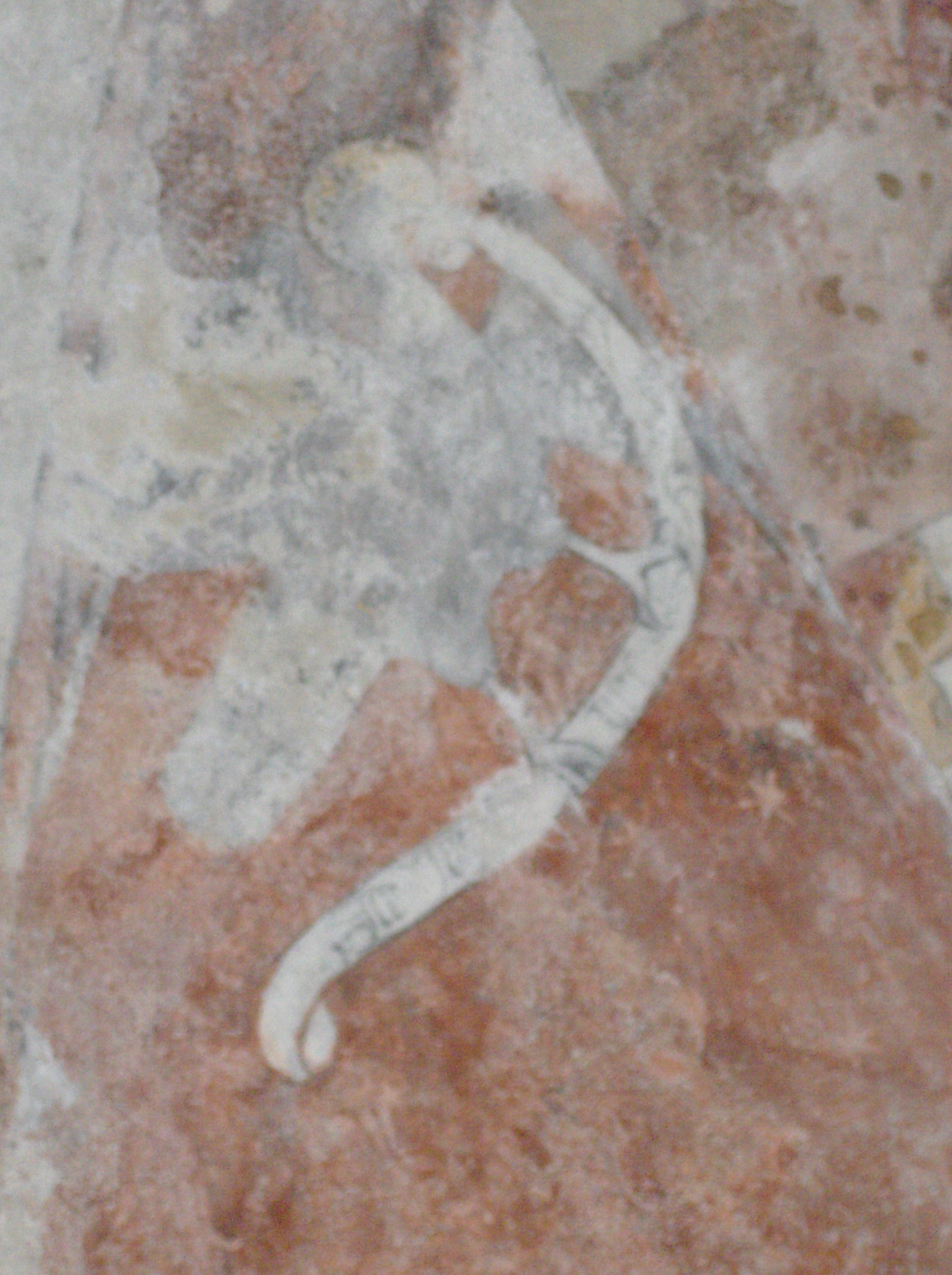
Aigle (saint Jean).

- Le Pantocrator :  représentation artistique de Jésus Christ « en majesté » par opposition aux représentations plus humaines du Christ souffrant la passion sur le crucifix, ou celle de l'enfant Jésus. Il s'agit d'une représentation eschatologique, Jésus-Christ étant alors considéré comme le juge du jugement dernier. L'adjectif, venu du latin pantocrator, lui-même du grec παντοκράτωρ, signifie « tout puissant ». Il est représenté dans une mandorle (bien qu’ici ce soit un losange, et non pas une « amande » comme le veut l’étymologie italienne), assis sur le monde. Il bénit de sa main droite, à trois doigts, et tient avec sa main gauche un globe sur son genou gauche. Mais il n’a rien à voir avec les Pantocrators classiques, puisqu'il est représenté âgé… Le Christ Pantocrator est entouré du tétramorphe (aussi appelé « quatre vivants »).

Les Pères de l’Église ont attribué à chacun des évangélistes un de ces quatre « êtres vivants » appelé tétramorphe en fonction de l’incipit de leur écrit.
- Le Taureau : symbole de saint Luc, étant donné que Luc, après une dédicace à Théophile (Lc 1-4), commence ainsi le corps de son évangile : « Il y eut aux jours d'Hérode, roi de Judée, un prêtre du nom de Zacharie, de la classe d'Abia » ... (Lc 1, 5). Le prêtre fait un sacrifice au Temple or le taureau, ou le veau, est l'animal emblématique du sacrifice. Il est donc devenu le symbole de l'Évangile selon Luc.

- Le Lion : symbole de saint Marc, puisqu’il commence ainsi son évangile : "Commencement de l'Évangile de Jésus, Christ, fils de Dieu. Selon qu'il est écrit dans Isaïe le prophète : « Voici que j'envoie mon messager en avant de toi pour préparer ta route. Voix de celui qui crie dans le désert : Préparez le chemin du Seigneur… » (Mc 1, 1-3). La voix qui crie dans le désert est celle d'un lion, symbole de l'Évangile selon Marc.

- L'Ange : symbole de saint Matthieu, puisqu’il ouvre son évangile par la généalogie légale de Jésus, celle qui comprend Joseph, mais en précisant la filiation biologique par Marie : "Livre de la genèse de Jésus-Christ, fils de David, fils d'Abraham : Abraham engendra Isaac…" (Mt 1, 1-2). L'ange représente l'Évangile selon Matthieu.

- L'Aigle : symbole de saint Jean car il commence son évangile par un prologue sur le mystère céleste, sur le Verbe, la voix venue du ciel – qui a été représenté allégoriquement par un aigle… L'aigle représente l'Évangile selon Jean.
- Pour approfondir, il est à noter que les quatre Vivants rassemblés ont une autre signification que de représenter les quatre évangiles : ils résument à eux quatre les quatre moments essentiels de la vie du Christ. Le Verbe de Dieu s'est incarné (l'homme), il a été tenté au désert (le lion), il a été immolé (le taureau) et il est monté au ciel (l'aigle).

##### Cycle des Saints

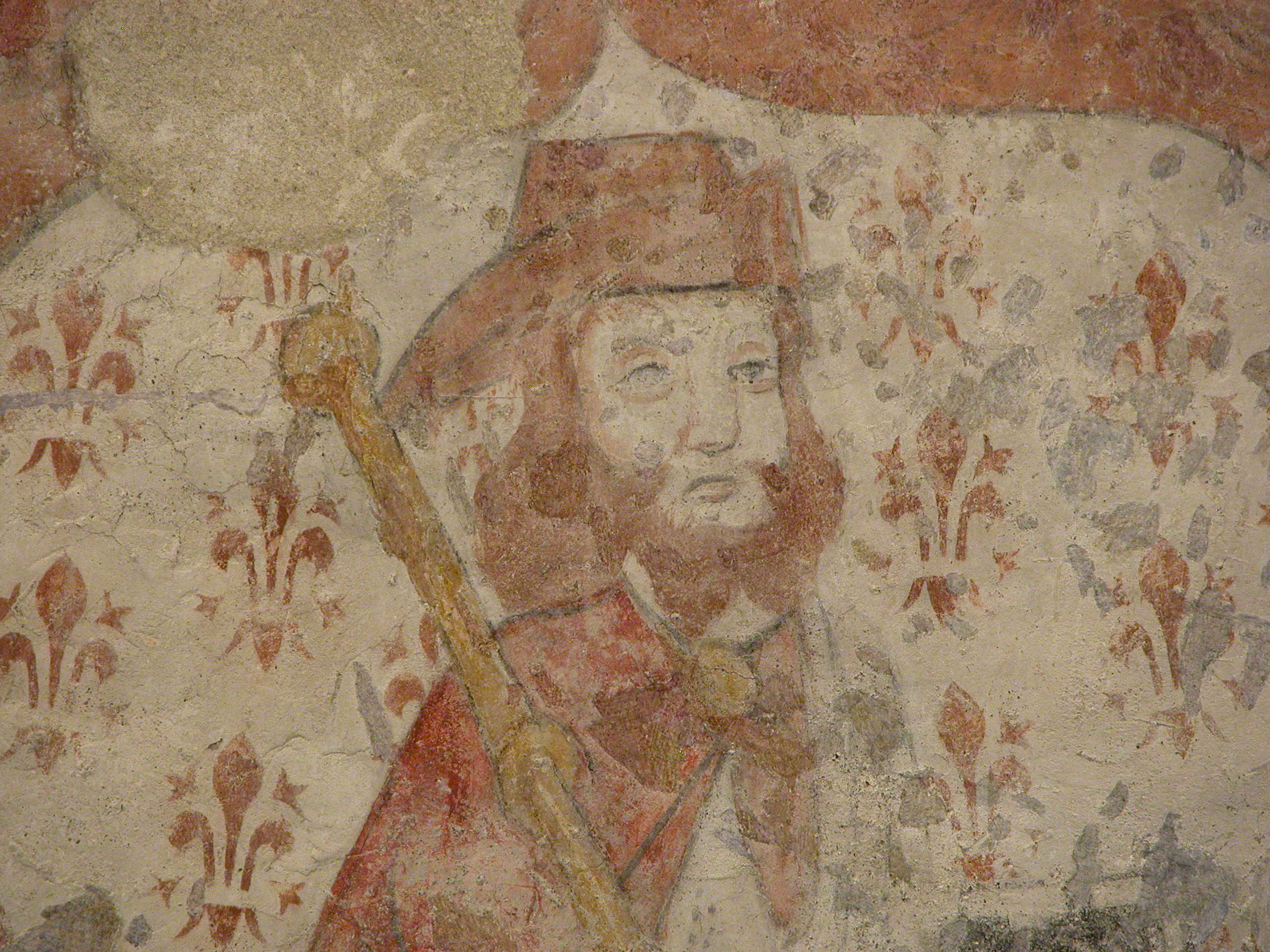
Saint Jacques.
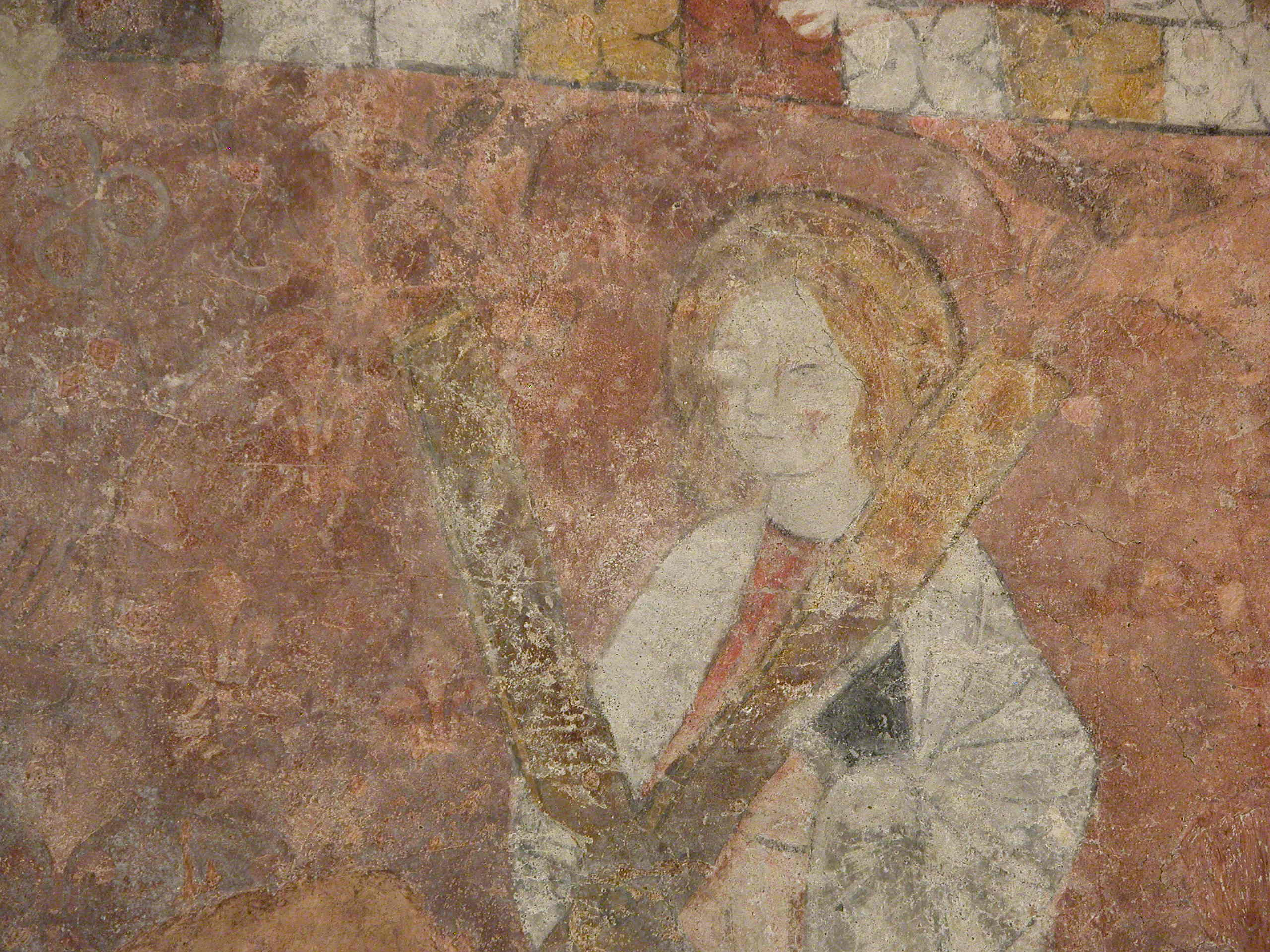
Saint André ou sainte Catherine d'Alexandrie.
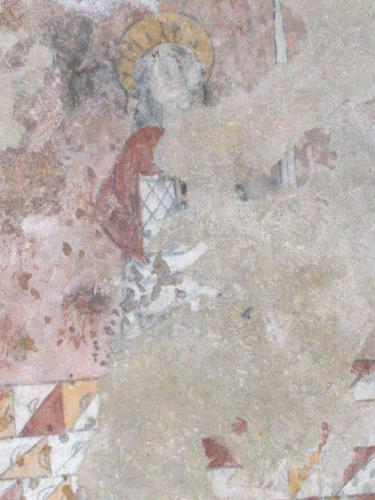
Saint Paul.
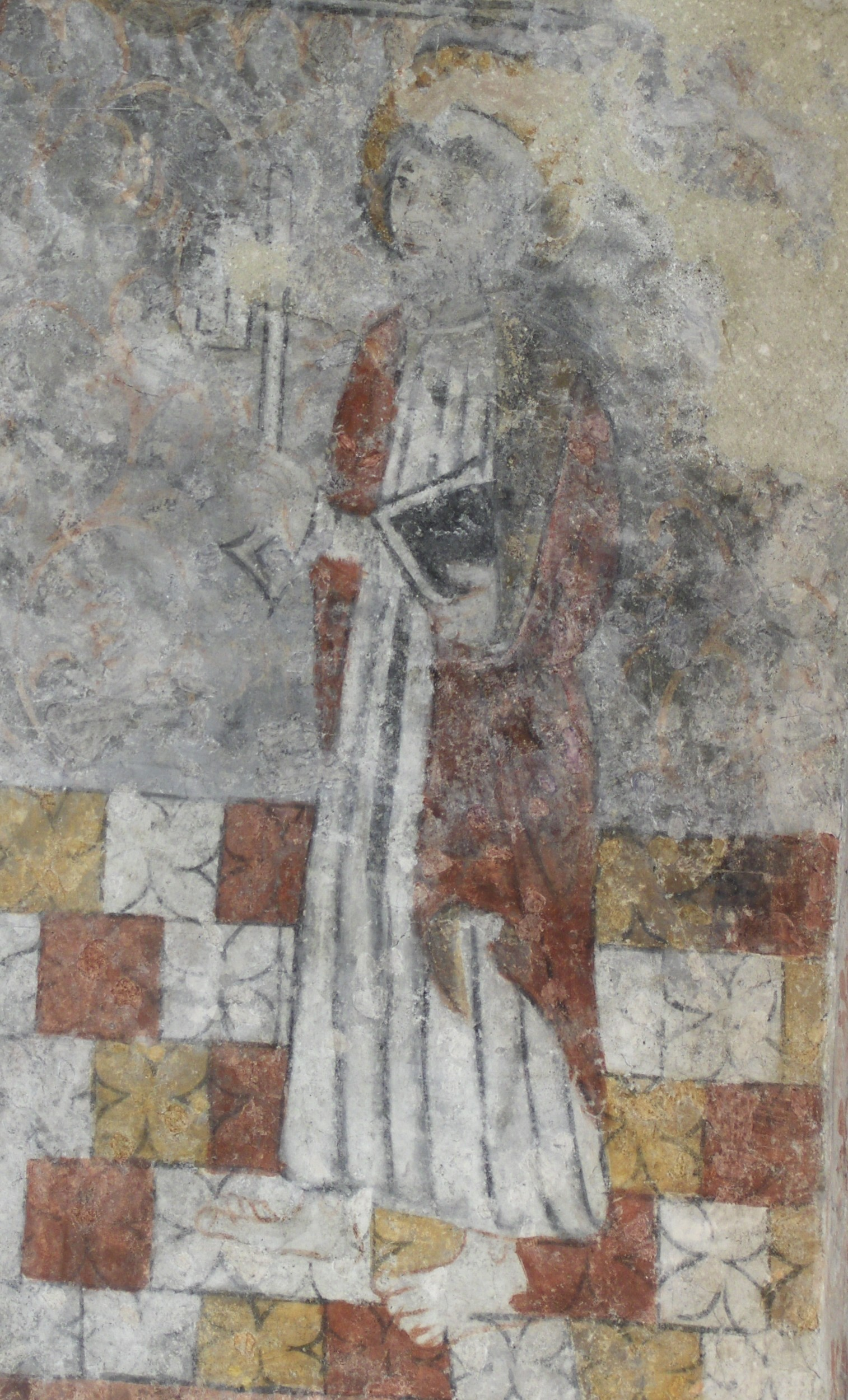
Saint Pierre.

Rien de particulier n’est à remarquer sur ce cycle, qui a été peint dans une arcade et non pas dans le cul de four comme le restes des fresques… Si on devait trouver un point commun à tous ces saints, c’est surement que ce sont des évangélisateurs : ils sont tous partis dans le bassin méditerranéen pour prêcher la parole de Dieu… On y retrouve : Paul, Pierre, André et Jacques.
Ce cycle, jusque-là considéré comme secondaire (par sa taille et sa position, en dehors du chœur), a été récemment étudié d'un peu plus prêt et les identifications remises en doute. Si les personnages de saint Paul et de saint Pierre ne font aucun doute (attributs reconnaissables et qui leur sont exclusifs : la clé pour saint Pierre ; l'épée pour saint Paul), les deux autres font l'objet de plusieurs hypothèses nouvelles :
- Le pseudo saint André pourrait être aussi sainte Catherine d'Alexandrie ou encore plus probablement sainte Eulalie de Barcelone (dont le nom gascon est sainte Auraille, nom de la chapelle du village, lieu de culte attesté au XVIIe, et dont l'existence est plus ancienne) qui ont toutes deux étaient crucifiées sur une croix en X.
- Le pseudo saint Jacques pourrait être aussi saint Roch, hypothèse probable si on considère que le culte de ce saint était ancré dans la région (et notamment à Génos, village voisin), il suffirait de pouvoir distinguer le bas de la fresque (s'il y avait un chien ou un bout de pain, ce serait saint Roch et non Jacques).

### Les vitraux

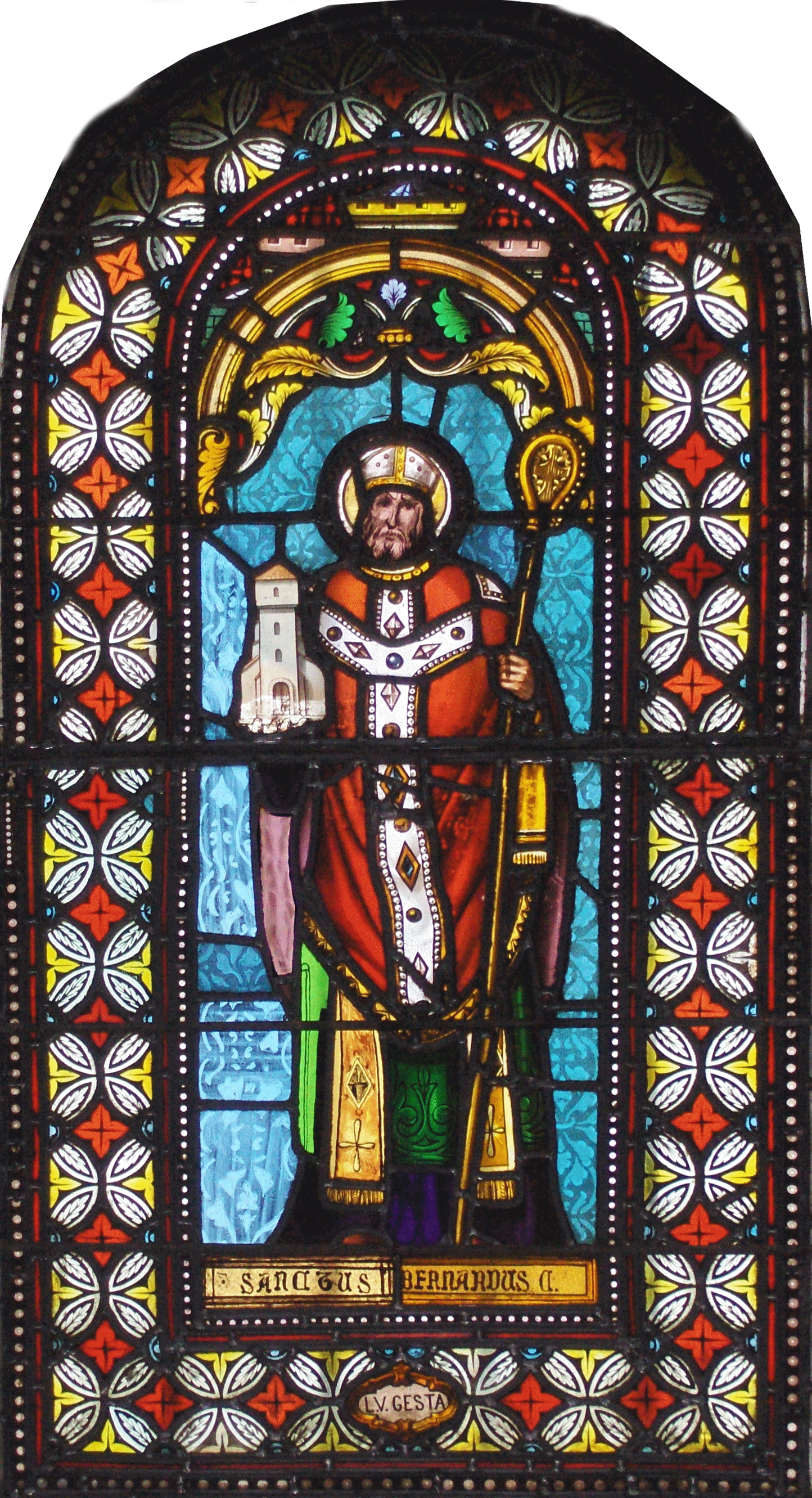
Saint Bertrand
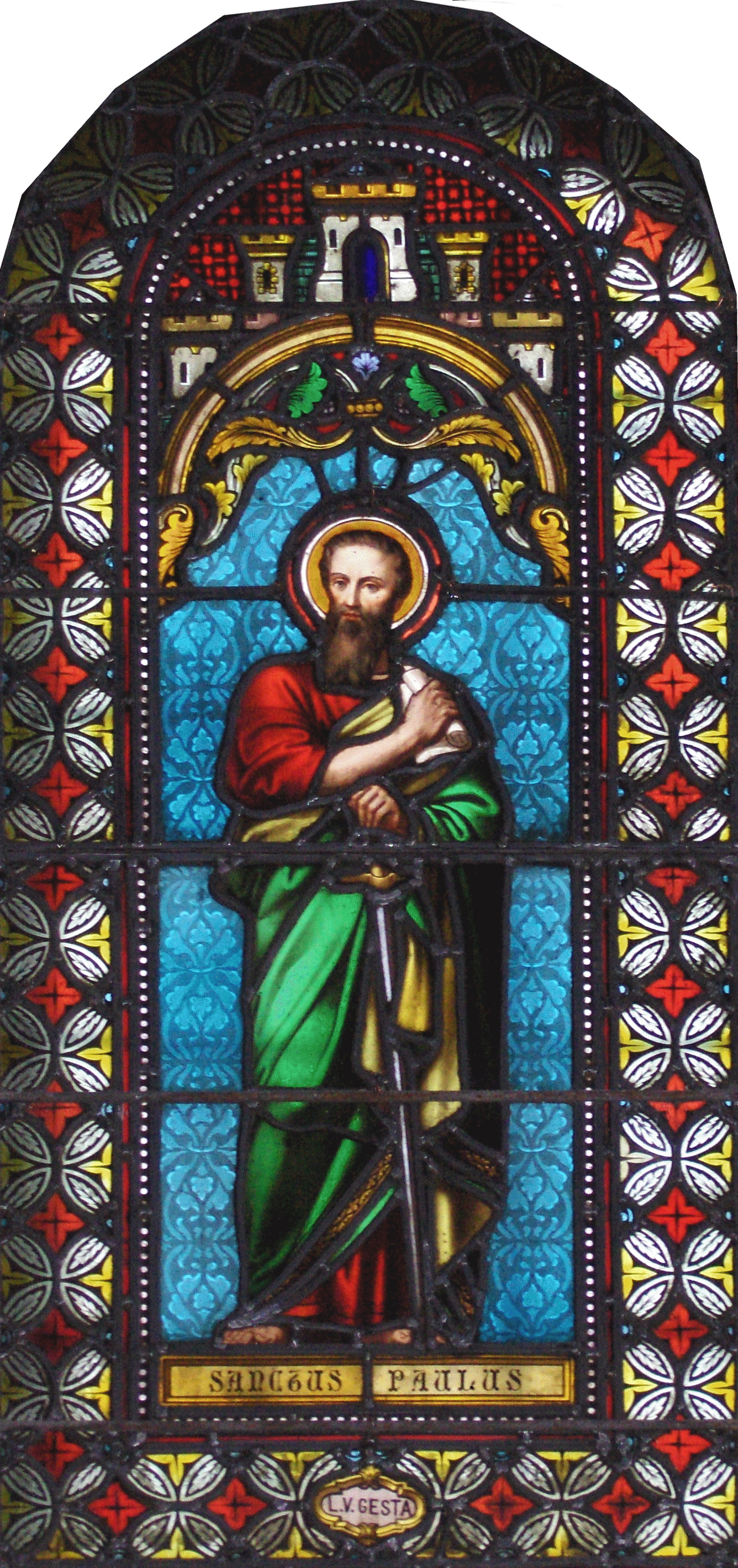
Saint Paul
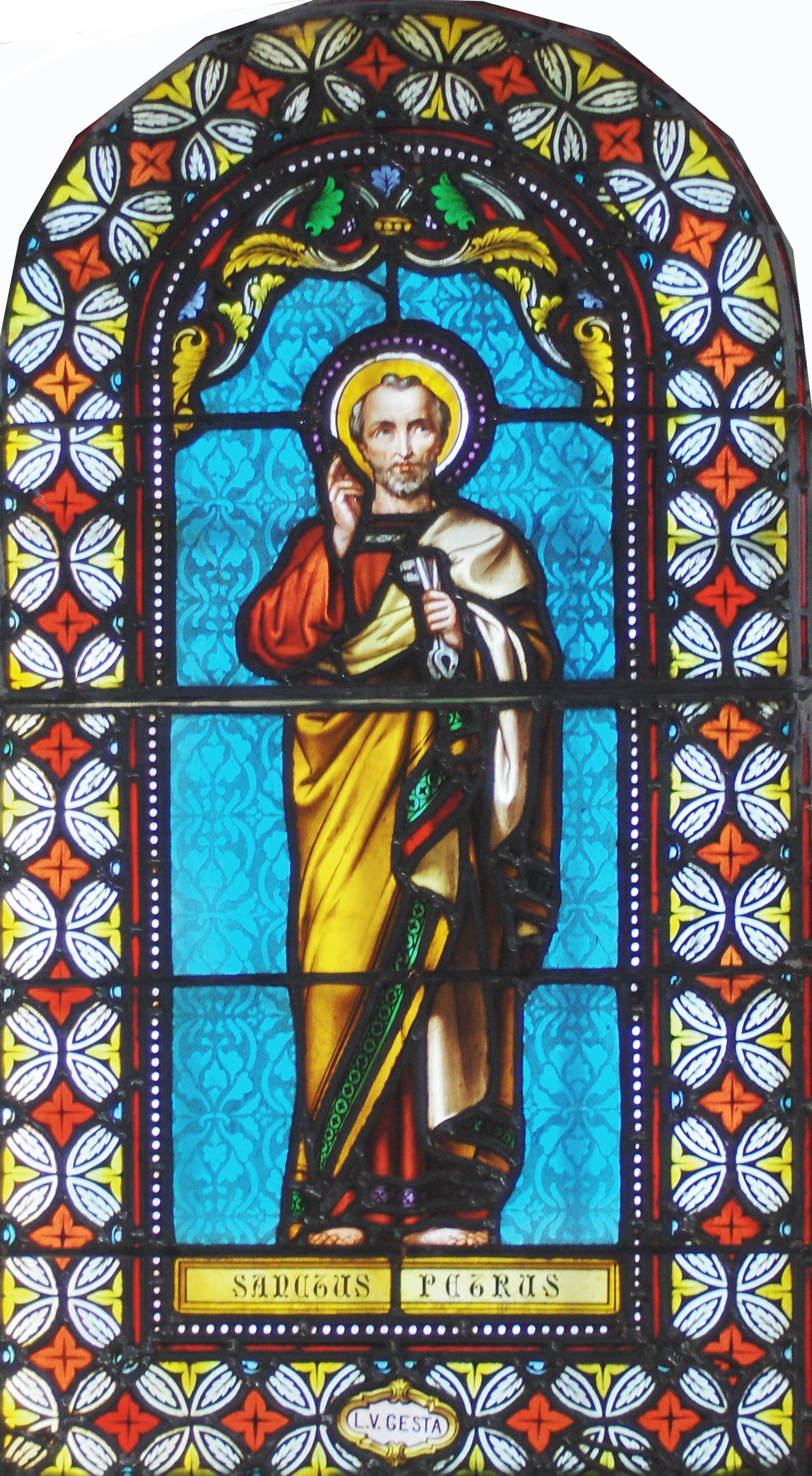
Saint Pierre